# フランス革命の年表
フランス革命の年表（フランスかくめいのねんぴょう、仏: Chronologie de la Révolution française）は、フランス革命（1789年〜1799年）とそれに関連する出来事、さらにその原因にまで遡って取りまとめた年表である。

## 革命以前

### 啓蒙思想の世紀

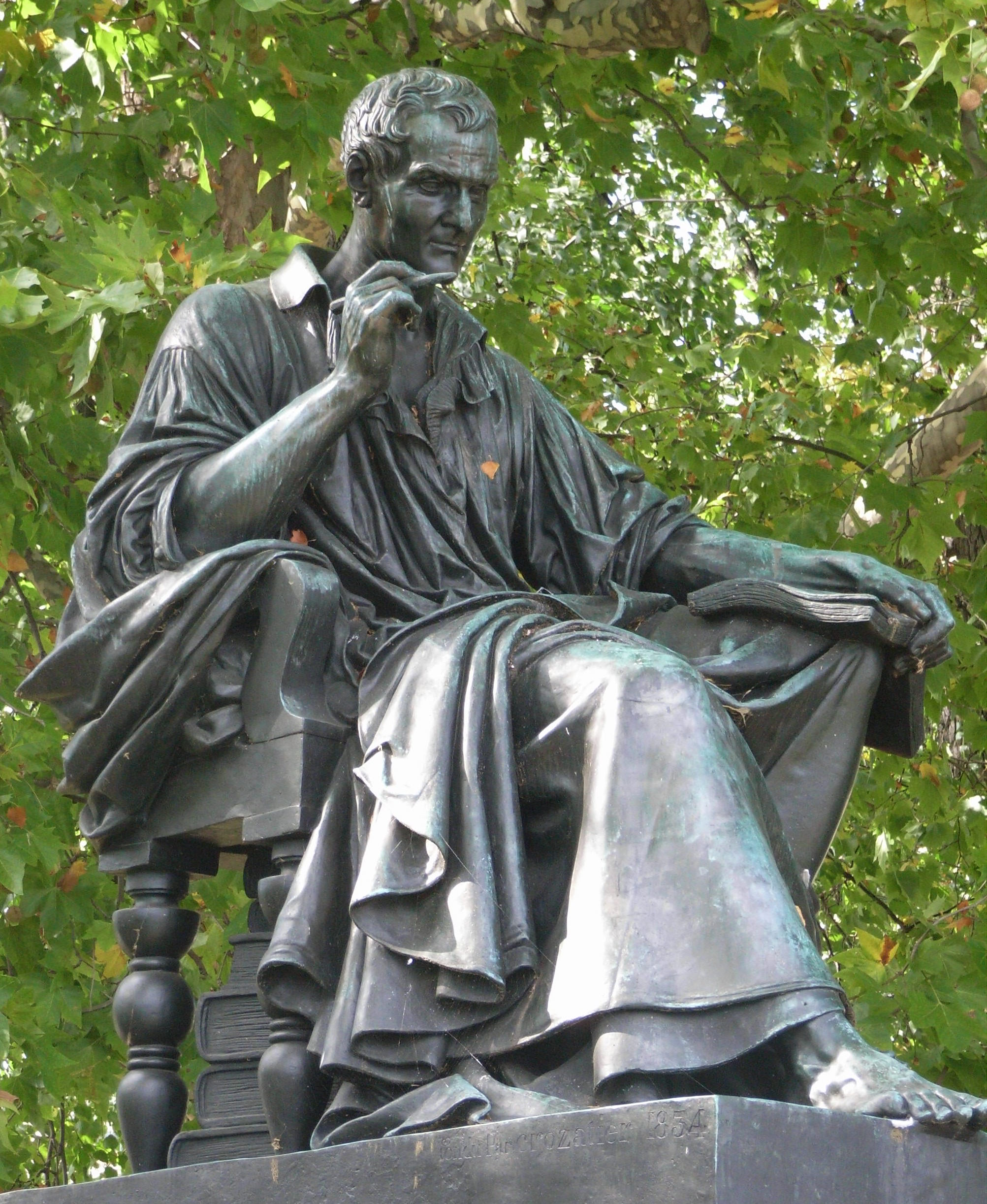
ジュネーヴのルソー像

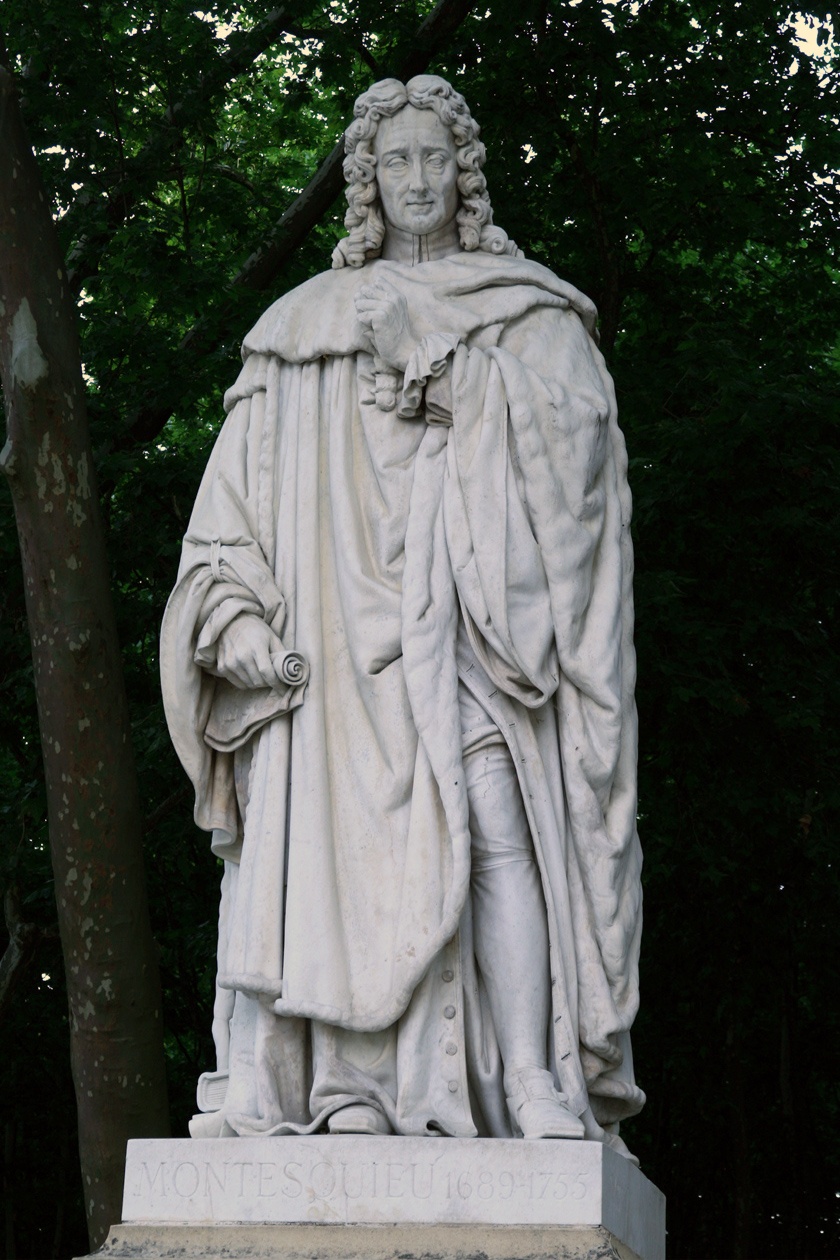
モンテスキュー像

- 1709年：厳冬により西ヨーロッパ全域で大飢饉[1]
- 1715年9月1日：ルイ15世即位
- 1721年：財務総監ジョン・ローのミシシッピ計画がバブル崩壊
- 1725年：パンの価格高騰による食糧暴動
- 1729年：コルシカ独立戦争始まる（〜1769年）
- 1731年：宰相フルーリーの中央集権政策にパリの高等法院が反発し、法服貴族が多数追放される
- 1733年：ポーランド継承戦争勃発（〜1735年）
- 1734年：ヴォルテールが『哲学書簡[2]』を出版（後に発禁処分）
- 1740年
  - オーストリア継承戦争勃発（〜1748年）
  - パンの価格高騰による食糧暴動
- 1744年：ジョージ王戦争勃発（〜1748年）
- 1748年：モンテスキューが『法の精神』を出版
- 1749年：財務総監ダルヌーヴィル[3]が20分の1税（）を創設して全国に課す（課税反対運動）
- 1751年〜1772年：ディドロ、ダランベールら『百科全書』を出版[注 1]
- 1752年：ジャンセニスムに関係した食糧暴動（パンの価格高騰と高等法院弾圧に反対した暴動）
- 1756年 : 七年戦争勃発（〜1763年）
- 1758年：重農主義経済学者ケネーが『経済表』を出版
- 1762年：ルソーが『社会契約論』を出版
- 1765年：ルイ15世、イエズス会に解散を命じる
- 1766年：重農主義経済学者テュルゴーが『富の形成と分配についての考察[4]』を出版[注 2]
- 1768年：ジェノヴァ共和国がコルシカ島をフランスへ売却
- 1769年：ポンテ・ノーヴォの戦い[5]（5月8日〜9日）
- 1770年
  - フランス東インド会社解散
  - フランスがコルシカ島を併合
  - 5月16日：ハプスブルク家の皇女マリー・アントワネットがフランスに嫁ぐ
- 1771年：大法官モープー[6]が高等法院を廃止（〜1774年）

### 財政危機

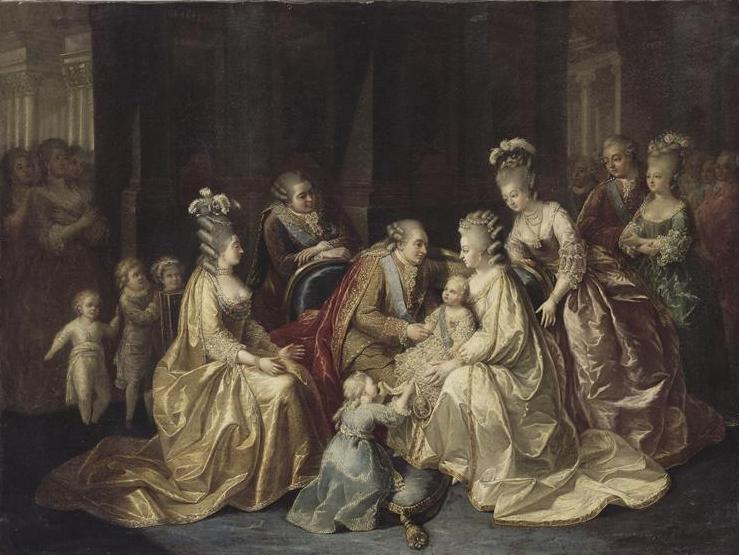
フランス王室（1781年）

『独立宣言』トランブル作

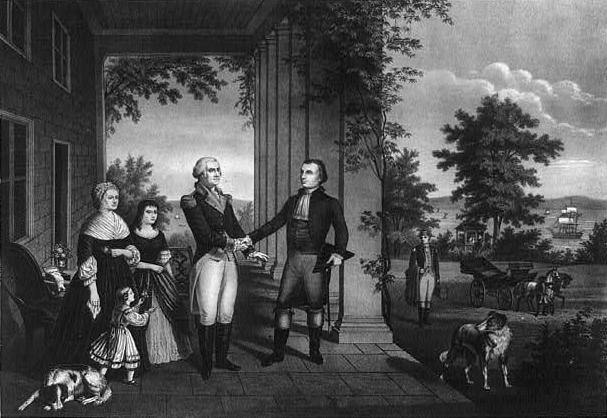
ワシントン邸を訪れたラファイエット

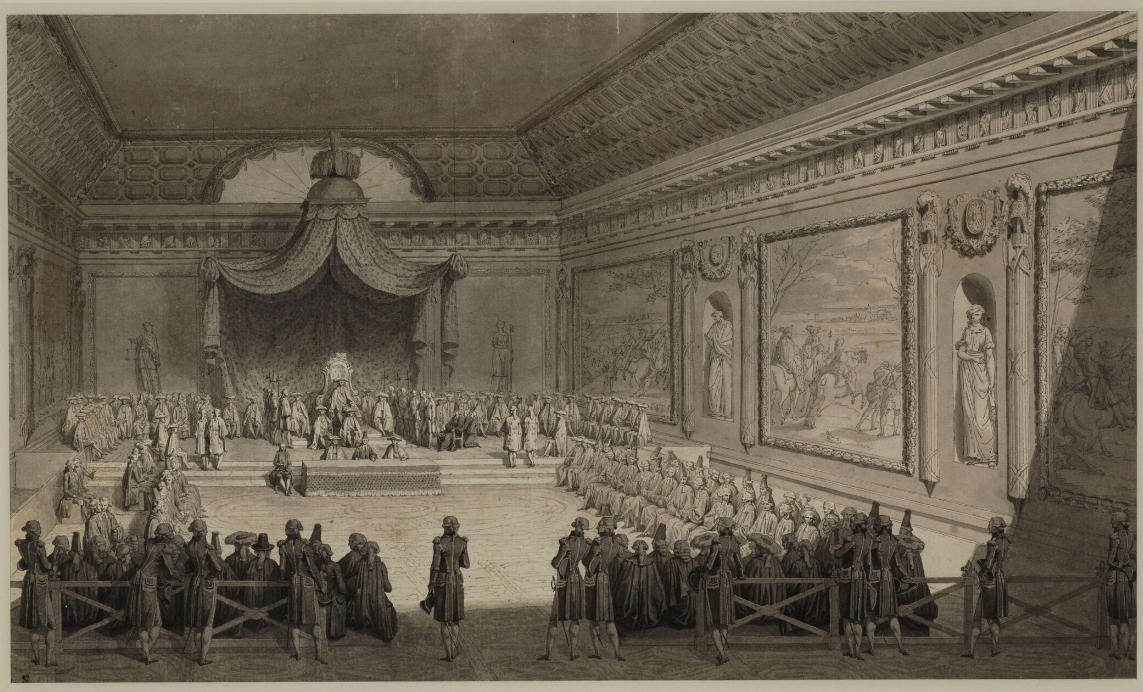
1787年の第一回名士会

- 1774年5月10日：ルイ16世即位。 破産政策[注 3]を進めたテレー[7]を解任し、財務総監にテュルゴーを任命
- 1775年：凶作で飢饉。テュルゴーの自由主義的改革が物価高騰を招き、食糧暴動に発展（小麦粉戦争[8]）
- 1776年
  - 2月5日 : テュルゴー勅令（公賦役の廃止・同業者組合の廃止などの6つの勅令）を布告
  - 5月12日 : 財務総監テュルゴー罷免[注 4]
  - 7月4日 : アメリカ独立宣言。アメリカ独立戦争始まる（〜1783年）
- 1777年
  - ラファイエット侯爵が渡米して単独参戦。ワシントン大陸軍司令官の副官
  - 6月29日： ネッケルが財務長官に就任
- 1778年
  - 2月6日：イギリスに対抗してアメリカ植民地支援を宣言（仏米同盟条約）
  - 7月5日：バイエルン継承戦争始まる（〜1779年）
- 1779年
  - ラファイエットが帰国して参戦運動
  - 8月10日：ルイ16世が農奴廃止令を発布
- 1780年：フランスがアメリカ独立戦争へ出兵
- 1781年
  - 2月19日：ネッケルが『会計報告書（）』を発表
  - 5月19日：ネッケルが宰相の地位を狙うが貴族の反発にあって失脚。辞職[注 5]
  - ヨークタウンの戦い（9月28日〜10月19日）
  - コンドルセ侯爵が『黒人奴隷についての考察[9]』を出版（フランスで奴隷貿易反対論）
- 1783年〜1789年：浅間山、ラキ火山、ヴェスヴィオ山、フエゴ山の大噴火（世界の気温低下・厳冬）[注 6][注 7]
- 1783年
  - 9月3日 : パリ条約が締結され、アメリカ独立戦争終結[注 8]
  - 11月10日：財務総監にカロンヌを任命
- 1784年
  - カロンヌ、パリに入市関税（）を導入（パリで新しい城壁の建設開始[注 9]）
  - ネッケルが『フランスの財政について』を出版（カロンヌを激しく批判）[注 10]
- 1785年
  - 4月14日：カロンヌ、フランス東インド会社を再建（〜1794年）
  - 首飾り事件。王妃マリー・アントワネットに云われなき悪評
- 1786年
  - 8月20日 : カロンヌ、財政再建改革策を提出。臨時土地税[注 11]を主張
  - 9月26日：英仏通商条約締結（イーデン・レーヌヴァル条約[10]）[注 12]
- 1787年
  - 2月22日 : ヴェルサイユで第一回名士会を召集
  - 4月8日：名士会のネッケル派、カロンヌの提案を否決。カロンヌ罷免。後任にブリエンヌ
  - 5月25日：名士会解散
  - 8月14日：高等法院が印紙税を拒否して三部会召集を要求。トロワへ追放される（9月4日にパリに帰還）
  - 11月19日：国王臨席会議で公債増発にオルレアン公爵が公然と反対（21日にパリ追放）
  - 11月29日、ルイ16世が寛容令を発し、ユグノー（プロテスタント）に戸籍など市民権を与える

### 貴族の反抗

#### 1788年

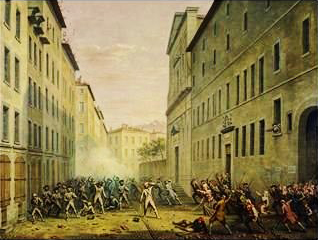
グルノーブル屋根瓦の日事件

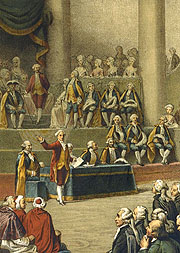
1789年、三部会の開会

「球戯場の誓い」ダヴィッド作

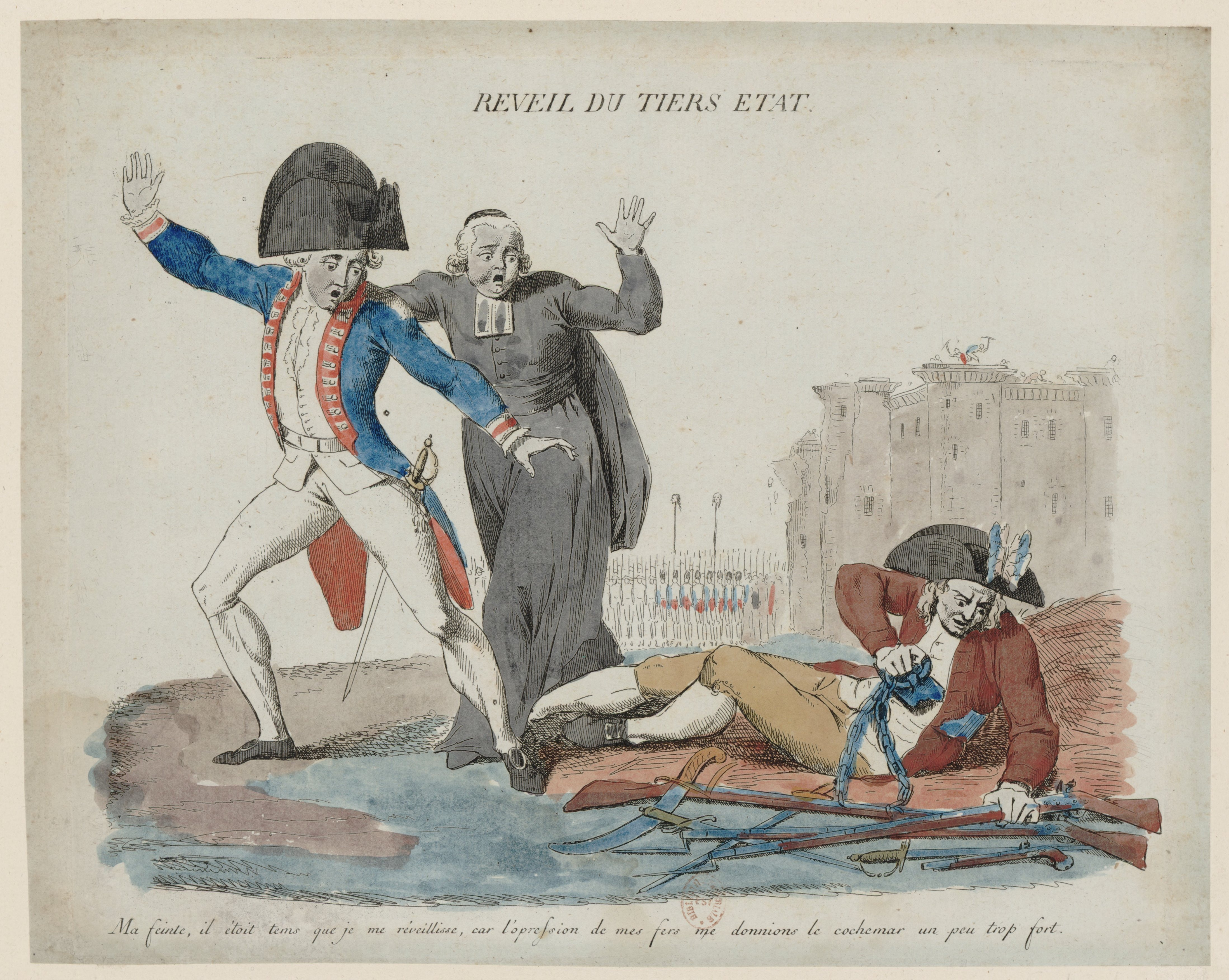
『第三身分の目覚め』

連年の凶作で収穫量激減。飢餓、物価高騰。長引く不況により失業者増大
- 1月29日：パリ高等法院、プロテスタントの宗教の自由と公職に従事する権利を認めず
- 2月9日：「黒人友の会」[11]設立
- 5月8日：ラモワニョンの司法改革（高等法院から立法権と司法権を剥奪）[注 15]
- 6月7日 : グルノーブルの屋根瓦の日（）[12][注 13]
- 7月5日：ブリエンヌ、全国三部会の召集を約束
- 7月21日 ： ヴィジル決議。ドーフィネ州ヴィジル[13]で国王無許可の地方三部会召集[注 16]
- 8月8日 : ルイ16世、財政改革の審議のために三部会の召集を布告[注 17]
- 8月16日：ブリエンヌ、フランス王室財政の破産を宣言
- 8月24日：ブリエンヌ罷免
- 8月26日 : ネッケル、再び財務長官（兼大臣）に就任
- 9月14日：ラモワニョン罷免（司法改革の失敗）
- 9月23日：高等法院の再建（王権の挫折）
- 11月6日：第二回名士会召集（ネッケルが提案した第三身分の定数倍増案を否決）
- 12月5日：高等法院、第三身分定員倍増を承認
- 12月27日：枢密院[注 18]が全国三部会の第三身分の定数倍増を承認し、ルイ16世が許可

### 第三身分の目覚め

#### 1789年
前年末から春にかけて全国各地で農民一揆。穀物の価格上昇
- 1月
  - シェイエスが『第三身分とは何か』を出版。ベストセラーとなる
  - ベルギーでブラバント革命が勃発（〜1790年12月）
- 1月24日：全国三部会の選挙規定が発布される（ブルジョワジーに有利な内容、農民や都市平民は排除）
- 3月4日：三部会選挙始まる（〜14日）
- 4月28日：レヴェイヨン事件[注 19]
- 5月5日 : 175年ぶりにヴェルサイユで全国三部会が開会
- 6月10日：シェイエスが第三身分（平民）は独自行動をとると宣言。「時は来た。錨綱を切れ」
- 6月17日 : 第三身分部会による国民議会の宣言
- 6月20日：球戯場の誓い（テニスコートの誓い）[注 14]
- 6月23日：国王臨席会議、国民議会の無効を宣言。ルイ16世、議員に身分毎の部会に分かれるように命令[注 20]
- 6月25日：第一身分（聖職者）の大半が国民議会と合流
- 6月26日：第二身分（貴族）の一部が国民議会と合流
- 6月27日 : ルイ16世、第一・第二身分に国民議会への合流を勧告（王権の敗北）
- 7月6日 : 憲法制定委員会の設置
- 7月8日：ラファイエット、ミラボーら議会代表、パリ郊外の軍隊引き上げ要求
- 7月9日 : 国民議会、憲法制定国民議会（立憲議会）へと改称
- 7月11日 : ネッケル罷免。ルイ16世、軍隊のパリへの集結命令[注 21]
- 7月12日
  - ネッケル罷免のニュースがパリに伝わり、暴動開始（入市税関の焼き討ち）
  - ルイ15世広場でランベスク大公[14]竜騎兵部隊と群衆が衝突[注 22]
  - パレ・ロワイヤルでカミーユ・デムーランが市民に「武器を取れ」と演説
- 7月13日：パリ市民の武装化が進む。武力鎮圧の噂

## 革命勃発

### バスティーユ襲撃
- 7月14日
  - パリ市民が武器を求めて廃兵院を襲撃

バスティーユ襲撃事件

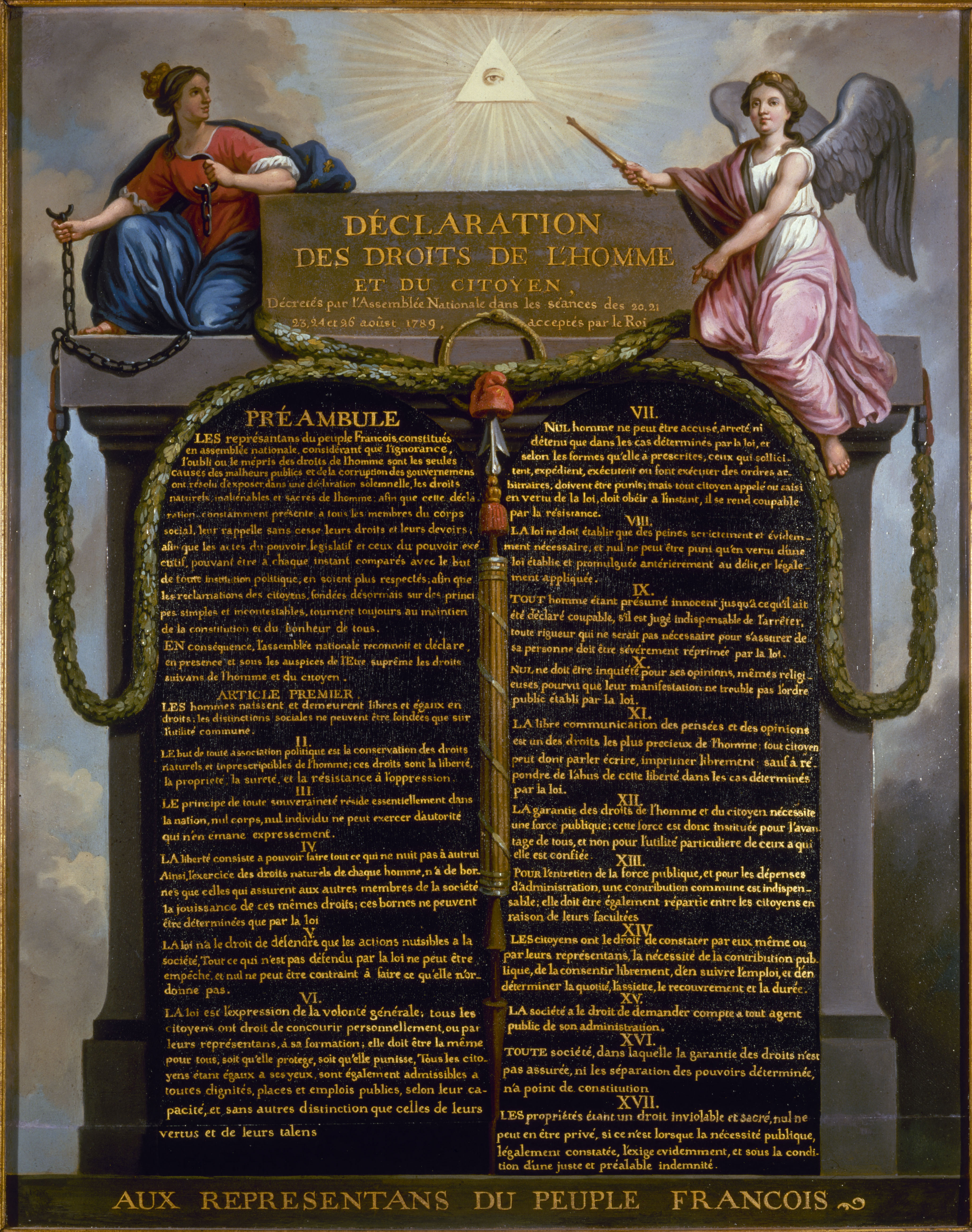
1789年の人権宣言

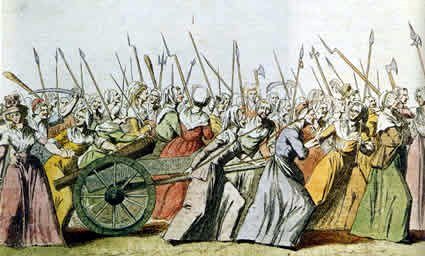
女達のヴェルサイユ行進

  - バスティーユ牢獄が襲撃される（フランス革命の勃発）
- 7月15日 : 選挙人委員会、パリ市長にバイイ、パリ国民衛兵隊司令官にラファイエットを選ぶ
- 7月16日 : ルイ16世、立憲議会の要求を受け入れてネッケルを復職させる
- 7月中旬〜8月：大恐怖（）始まる[注 23]
- 7月17日
  - ルイ16世、パリを訪問して鎮撫
  - 王弟アルトワ伯爵（シャルル10世）やコンデ公爵ら外国へ亡命
- 7月18日：カミーユ・デムーラン、最初の革命マニフェスト『自由フランス[15]』を公刊
- 7月25日：パリ・コミューン成立
- 8月4日 : 封建的特権の（有償）廃止を決議[注 24]
- 8月11日：封建制廃止令
- 8月26日：「人間と市民の権利の宣言（フランス人権宣言）」を採択
- 9月11日：立憲議会、国王の停止的拒否権を議決
- 9月12日 : マラー、『人民の友』紙を創刊（しばしば発禁と再刊を繰り返す）
- 10月1日：近衛兵の宴会でマリー・アントワネットが三色帽章を冒涜
- 10月5日〜6日 : ヴェルサイユ行進（十月行進）[注 25]
- 10月10日：ギヨタン博士、立憲議会で処刑器具ギロチンの使用を提言
- 10月12日 : 国王と共に、立憲議会もパリへ移ることが決定。室内馬術練習場を新議場に
- 11月：ジャコバン・クラブの設立
- 11月2日 : 教会財産国有化を宣言
- 12月19日：アッシニアを発行（第一回は債券で、非紙幣）
- 12月22日：地方自治法を制定（14日〜）

### 憲法と議会

#### 1790年

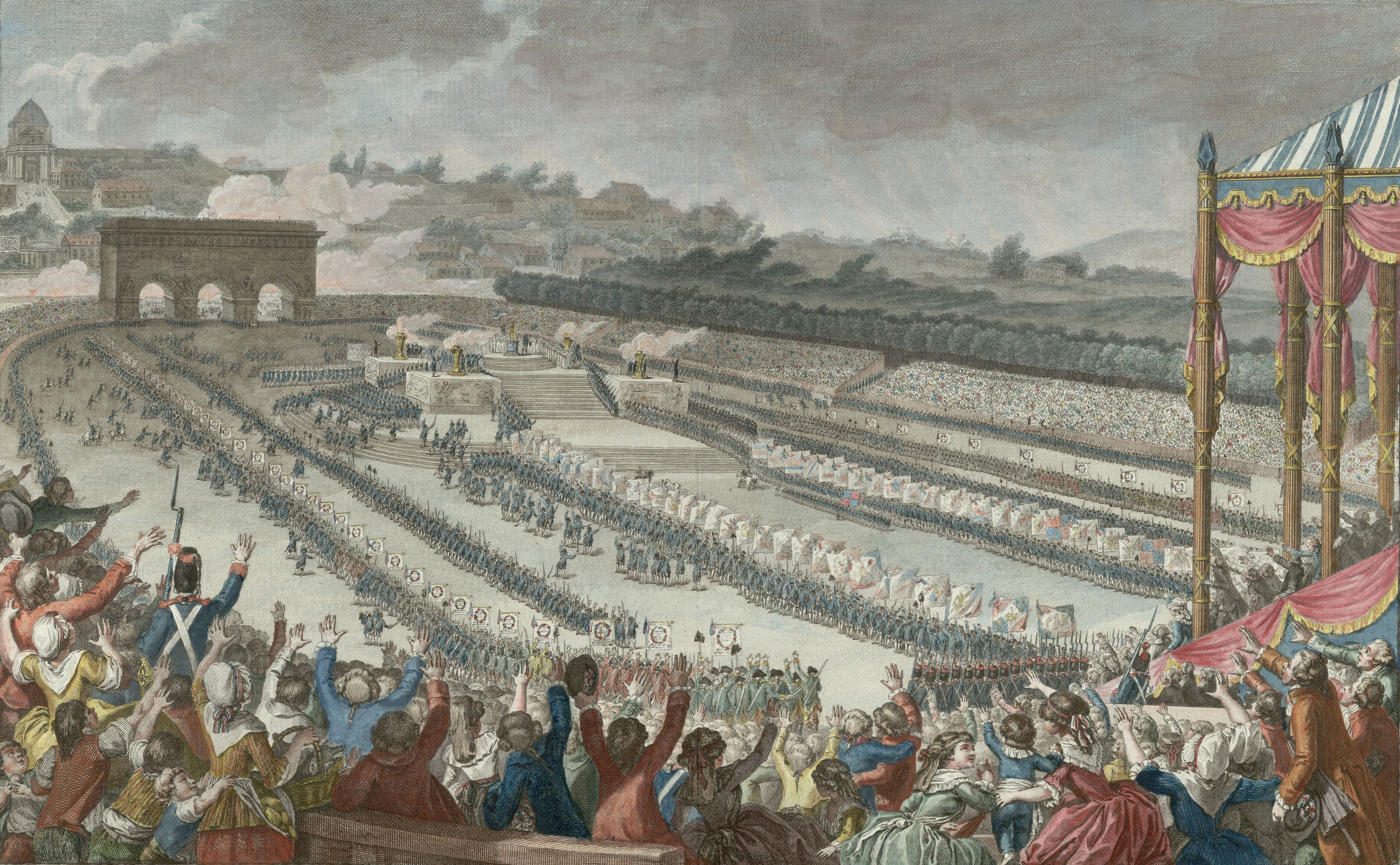
1790年の第一回全国連盟祭

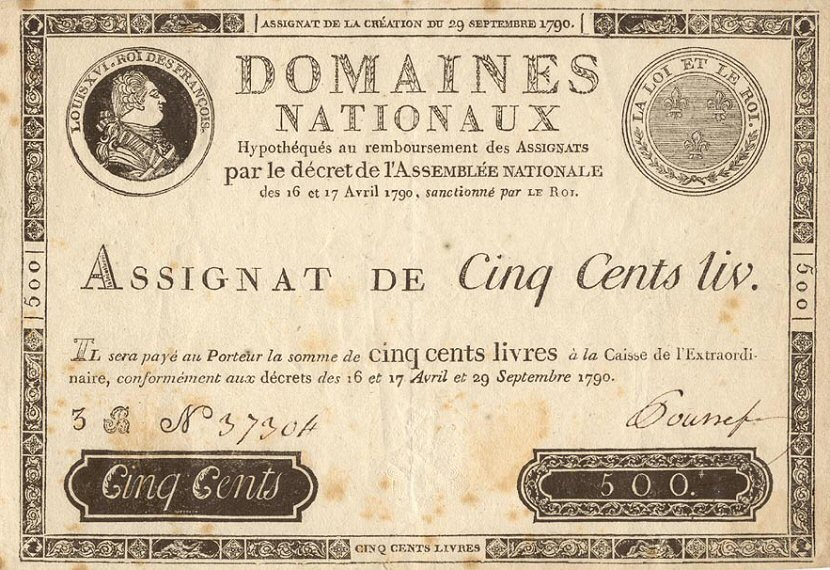
アッシニア紙幣

- 1月15日：フランスは83県の地方自治体に再編
- 2月20日：オーストリアのヨーゼフ2世が病死
- 3月29日：教皇ピウス6世、人権宣言を批判
- 4月：コルドリエ・クラブの設立
- 4月17日 : アッシニアに強制流通力を付与（第二回より紙幣に）
- 5月21日：パリ市を48地区に区分
- 6月19日：貴族の称号廃止
- 6月21日：アヴィニョン（教皇領）をフランスに併合
- 7月12日：聖職者民事基本法を採択
- 7月14日 : シャン・ド・マルスで第一回全国連盟祭[16]（革命一周年式典）
- 8月11日 : 十分の一税の無償廃止
- 8月31日：ナンシーで兵士の反乱鎮圧（24日〜31日）
- 9月3日：ネッケル、立憲議会と対立して辞職
- 9月6日 : 高等法院の廃止（司法の民主化）
- 9月：エベール、『デュシェーヌ親爺（）』紙を創刊
- 10月9日：トスカーナ大公が神聖ローマ皇帝レオポルト2世として即位
- 10月21日 : 三色旗をフランスの国旗に制定
- 11月27日：立憲議会、全聖職者に聖職者民事基本法への宣誓を義務づけ（教会と対立）
- 12月12日：銀本位制（銀単本位制）を採用

#### 1791年
- 3月2日

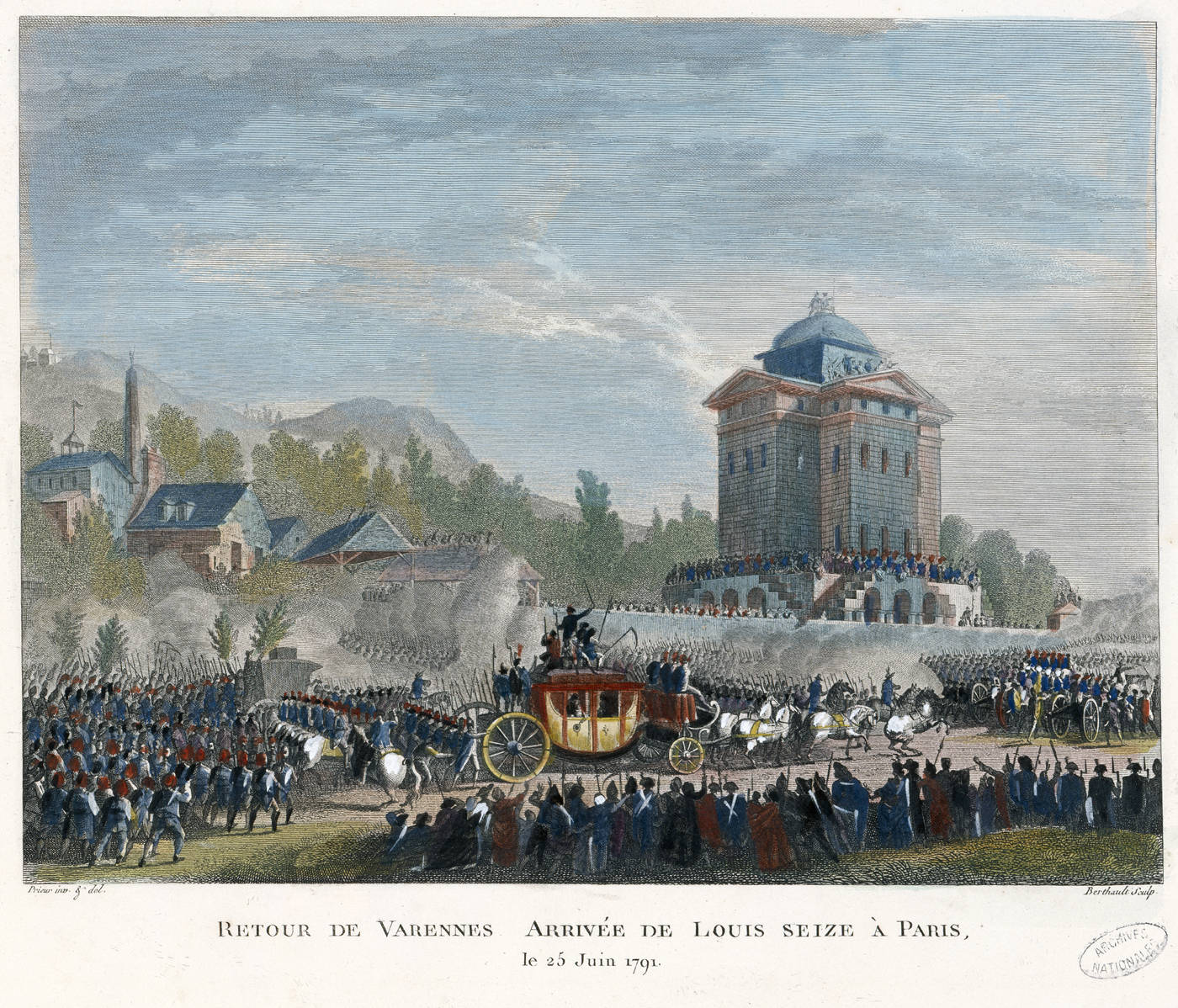
パリへ連れ戻される国王一家

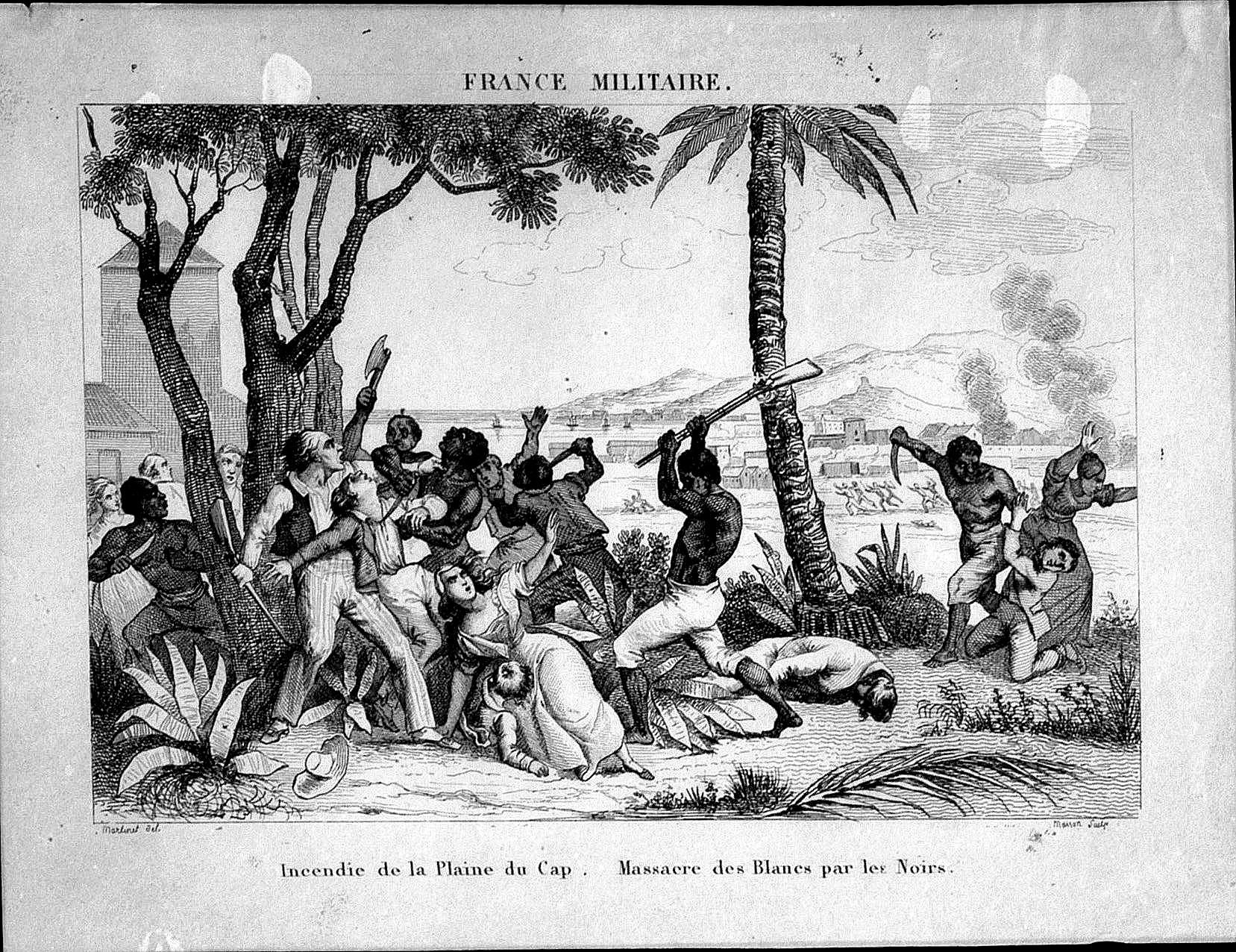
ハイチ革命（1791年の白人虐殺）

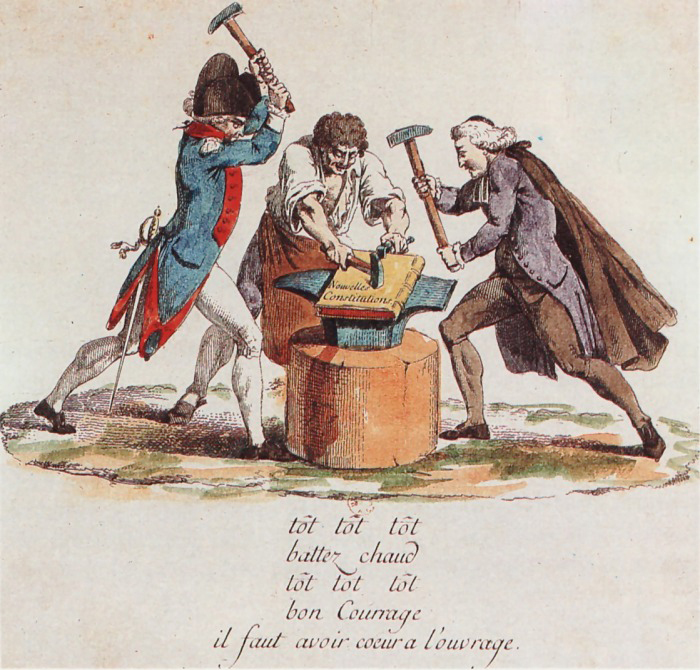
3身分が創った「新しい憲法」の寓意

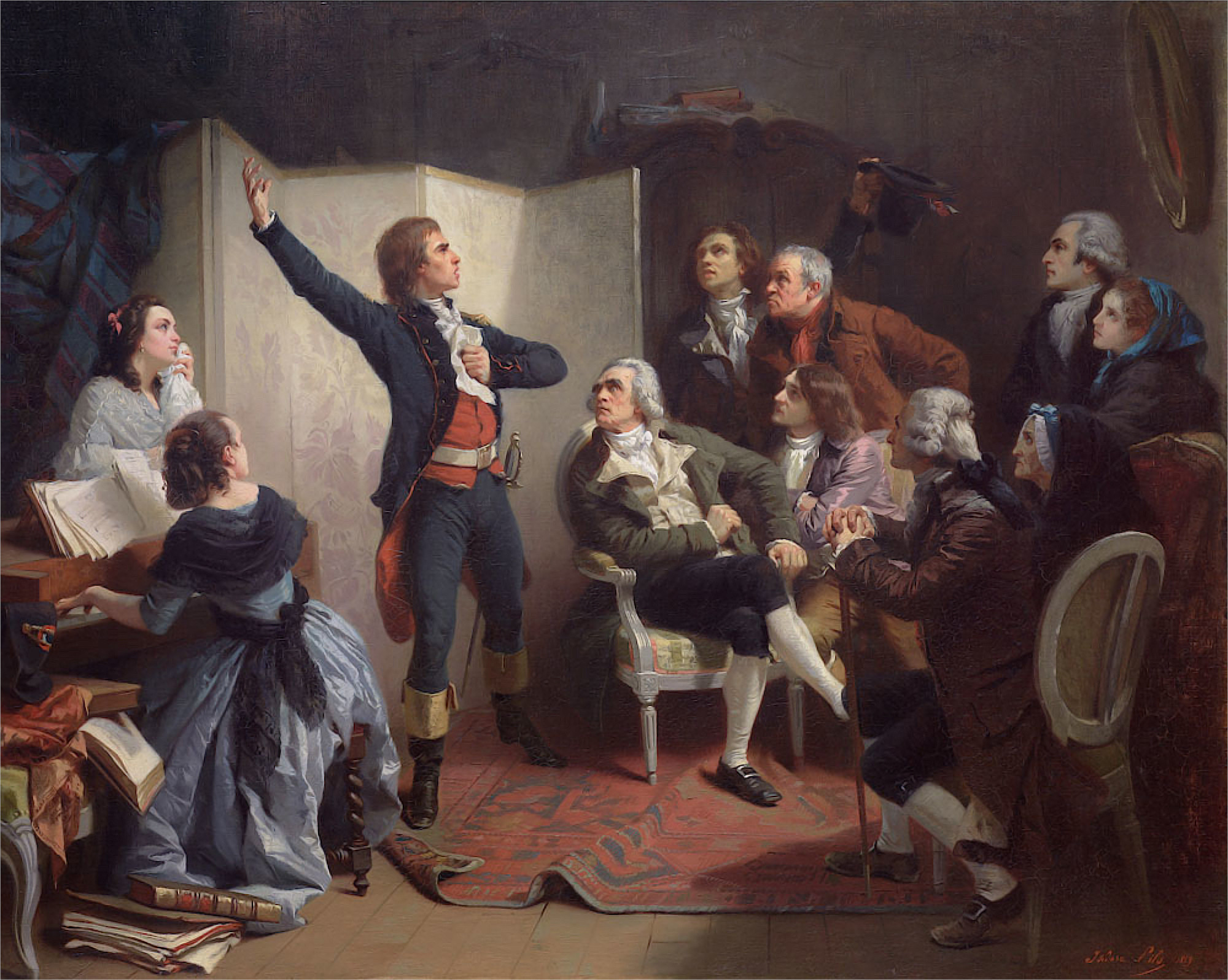
『ライン軍団の歌』を謳うルジェ・ド・リール大尉

  - アラルド法（商業の自由・同業者組合（）禁止）
  - クロード・シャップが腕木通信を発明
- 3月10日：ピウス6世、聖職者民事基本法を批判して改めて人権宣言を攻撃（反革命）
- 3月20日：徴税請負制（）[17]廃止
- 3月23日：オランダの女権論者エッタ・パルム[18]がパリで初の女性団体「真実の友同盟」結成
- 4月2日：ミラボー死去。国王と議会の連絡役が不在に
- 4月18日：国王一家が復活祭のミサのためにサン＝クルーに行くのを拒絶される
- 5月1日：入市関税廃止
- 5月16日：ロベスピエールの提案で立憲議員の次期議会での再選禁止決議
- 6月14日：ル・シャプリエ法（労働者団結禁止法）が可決
- 6月20日〜25日 : ヴァレンヌ事件[注 26]
- 7月5日：レオポルド2世、パドヴァ回状を発す
- 7月14日 : 第二回全国連盟祭
- 7月15日：ジャコバン・クラブでルイ16世廃位請願運動を決議
- 7月16日
  - ジャコバン・クラブから立憲派が脱退し、フイヤン・クラブを設立
  - フイヤン派主導の立憲議会、ヴァレンヌ事件はルイ16世が誘拐されたものとして免責を宣言
- 7月17日 : シャン・ド・マルスの虐殺[注 27]
- 8月14日：サン＝ドマングでハイチ革命が勃発（〜1804年）[注 28]
- 8月27日：ピルニッツ宣言[注 29]
- 9月：オランプ・ド・グージュが「女性および女性市民の権利宣言（女権宣言）[19]」を発表
- 9月3日  : 1791年憲法の制定。立憲君主制への移行始まる
- 9月14日 : 国王が新憲法に宣誓
- 9月25日：刑法制定（旧刑法）
- 9月27日：ユダヤ人同権化法令
- 9月28日：農事基本法可決（囲い込みの自由承認）
- 9月30日 : 憲法制定国民議会が解散
- 10月1日 : 立法議会の召集
- 11月9日：亡命者処罰法が成立（亡命貴族は翌年1月1日までに帰国しなければ死罪）
- 11月14日：ペティヨン[20]がパリ市長に当選
- 12月9日：フイヤン派内閣成立（第一次）
- 12月21日：ロベスピエール、反戦演説
- 12月31日：ブリッソー、「新しい自由の十字軍」を主張（革命の輸出）

### 祖国は危機にあり

#### 1792年

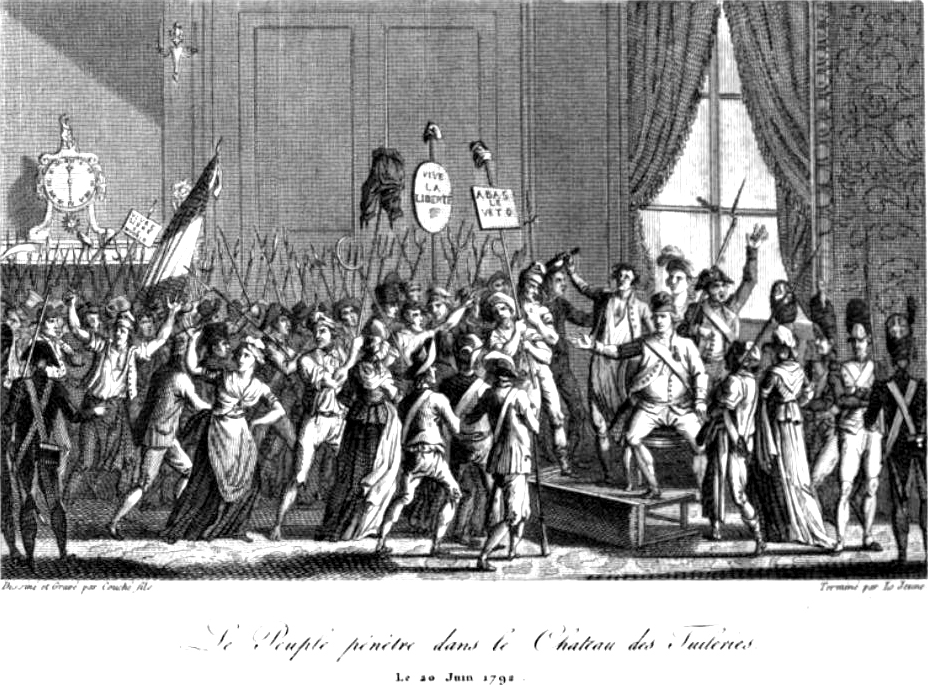
6月20日のデモ。国王の拒否権に圧力

この年は久しぶりの豊作だったがアッシニア下落につき、穀物価格上昇
- 1月2日：ジャコバン・クラブでジロンド派が開戦論を主張[注 30]
- 1月25日 : 立法議会、ピルニッツ宣言の取り消しをオーストリアに要求
- 2月7日：オーストリアとプロイセンが軍事条約を締結
- 2月9日：亡命者財産没収令
- 3月1日：レオポルド2世が死去
- 3月10日 : フイヤン派内閣総辞職（第一次）
- 3月23日 : ジロンド派内閣成立
- 3月24日 : 立法議会、植民地でのムラートや黒人も含むすべての自由人の平等を決議。（奴隷制は存続）
- 4月20日 : 立法議会、オーストリア[注 31]に対し宣戦布告（フランス革命戦争の開戦）
- 4月25日 : 『ラ・マルセイエーズ』が作曲される
- 4月28日〜9月20日：戦線が大混乱[注 32]
- 5月18日：ラファイエット北方軍司令官、攻撃不能を宣言し、国王に和平交渉を勧告
- 6月15日 : 国王がジロンド派の大臣を罷免。フイヤン派内閣（第二次）が成立
- 6月20日 : 民衆がテュイルリー宮殿の王の寝室にまで押し寄せ国王の前で示威行為
- 6月24日：プロイセン、ヘッセン＝カッセルがオーストリアとの同盟を理由に参戦
- 7月10日 : フイヤン派内閣総辞職（第二次）
- 7月11日：立法議会、「祖国は危機にあり」の宣言（義勇兵の呼びかけ）
- 7月14日
  - パリで第三回全国連盟祭
  - フランクフルトで神聖ローマ皇帝フランツ2世が即位
- 7月25日 : 同盟軍司令官ブラウンシュヴァイク公が声明（ブラウンシュヴァイクの宣言）[注 33]

## 共和国の樹立

### サン・キュロット
- 8月10日

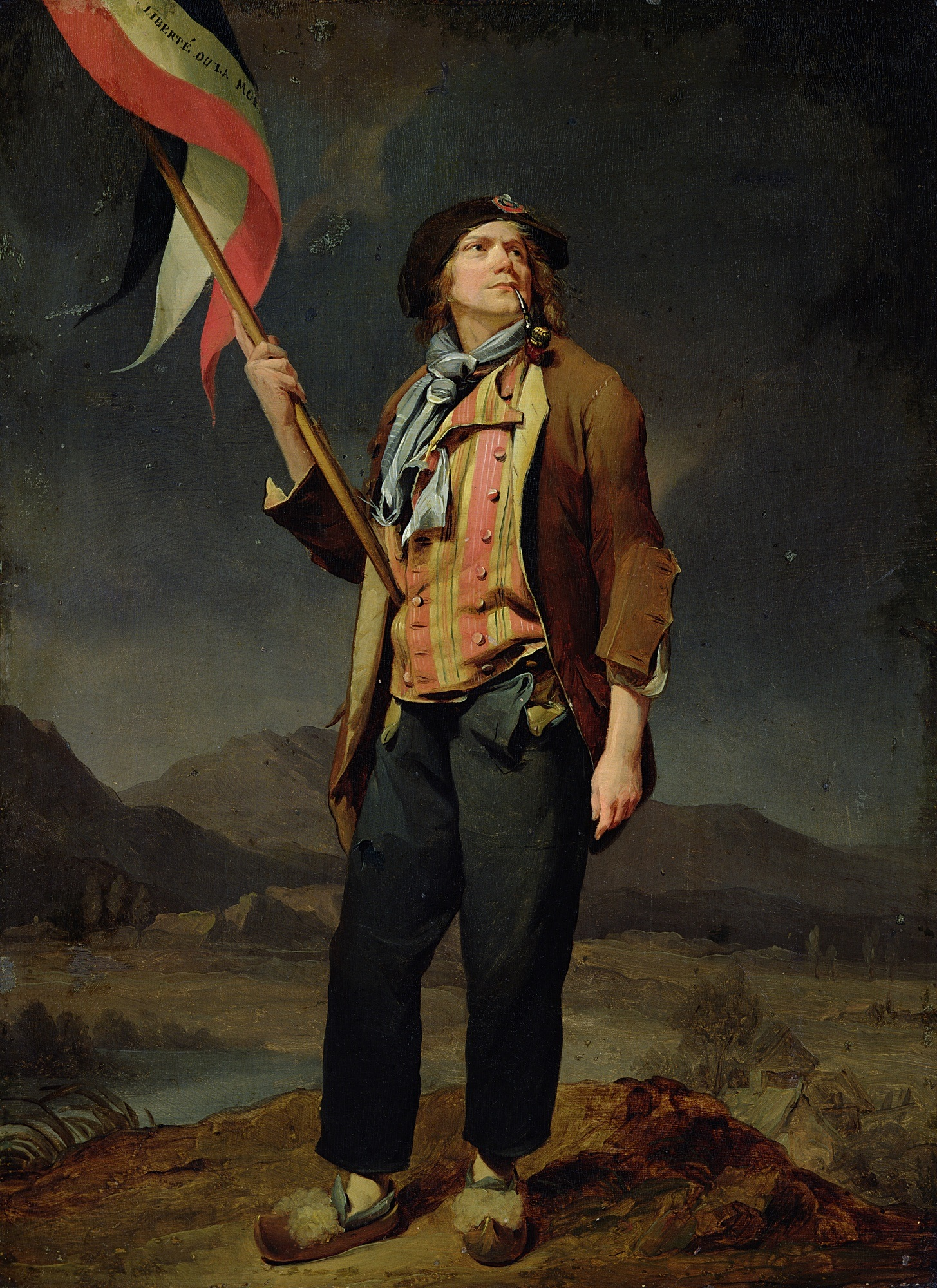
『サン・キュロットの扮装をした歌手シュナール』

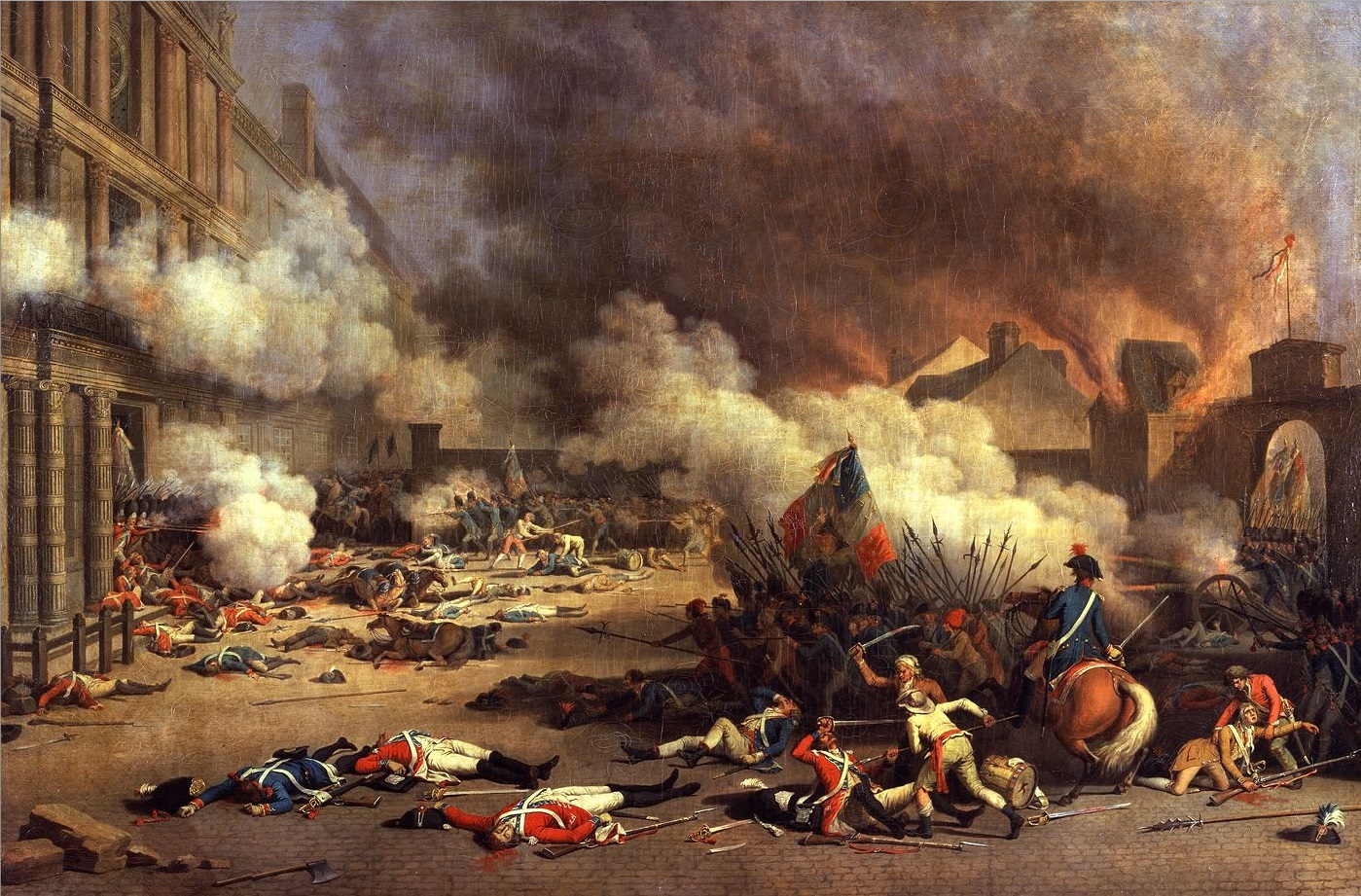
8月10日事件

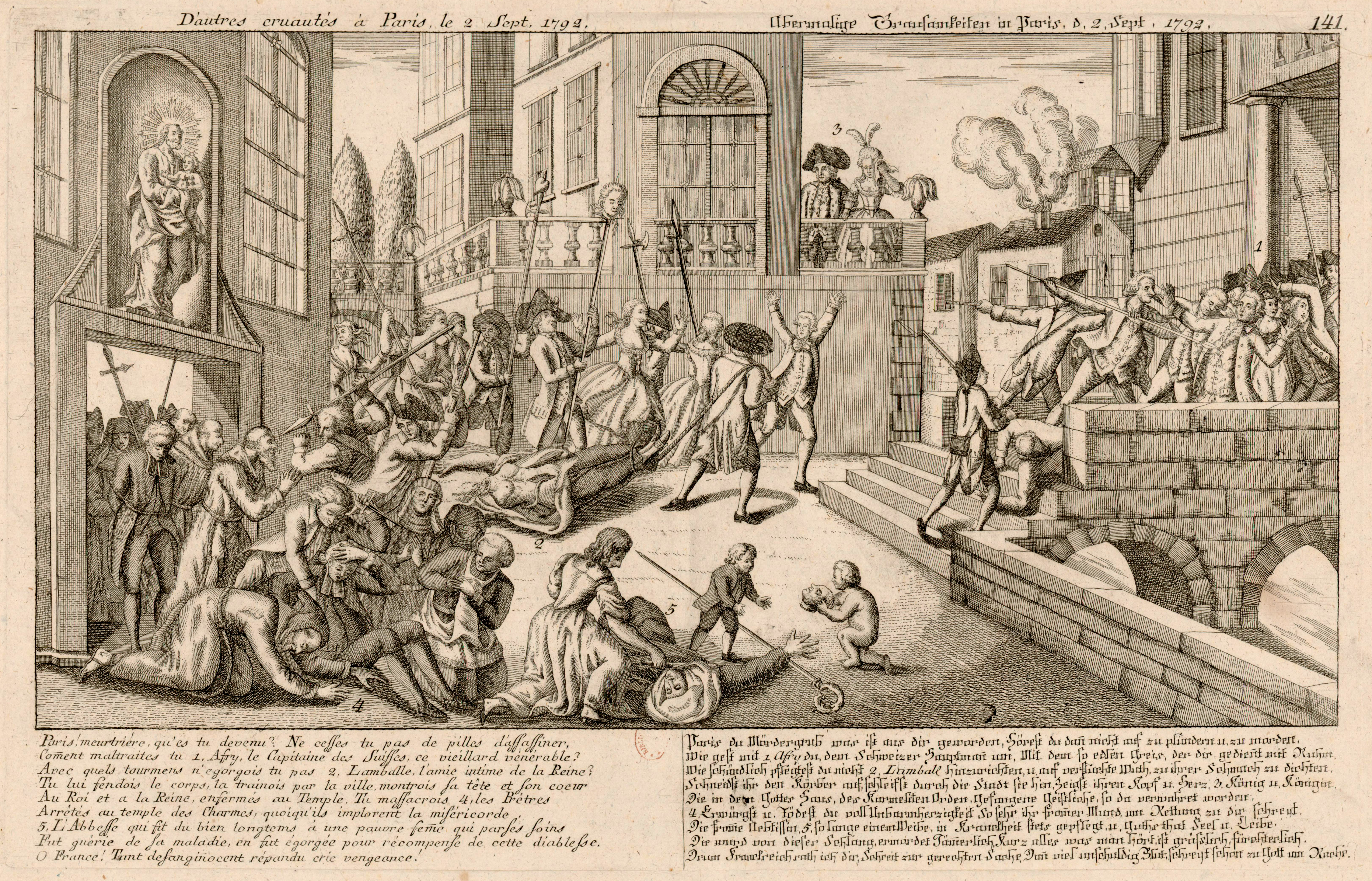
九月虐殺（ランバル公妃の殺害）

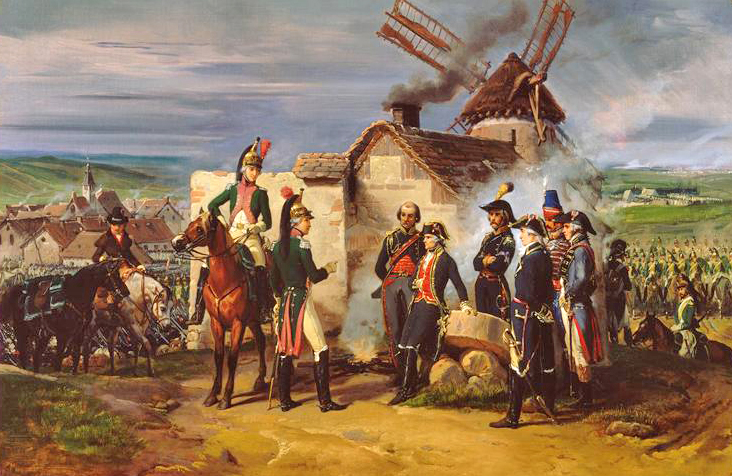
ヴァルミーの戦い

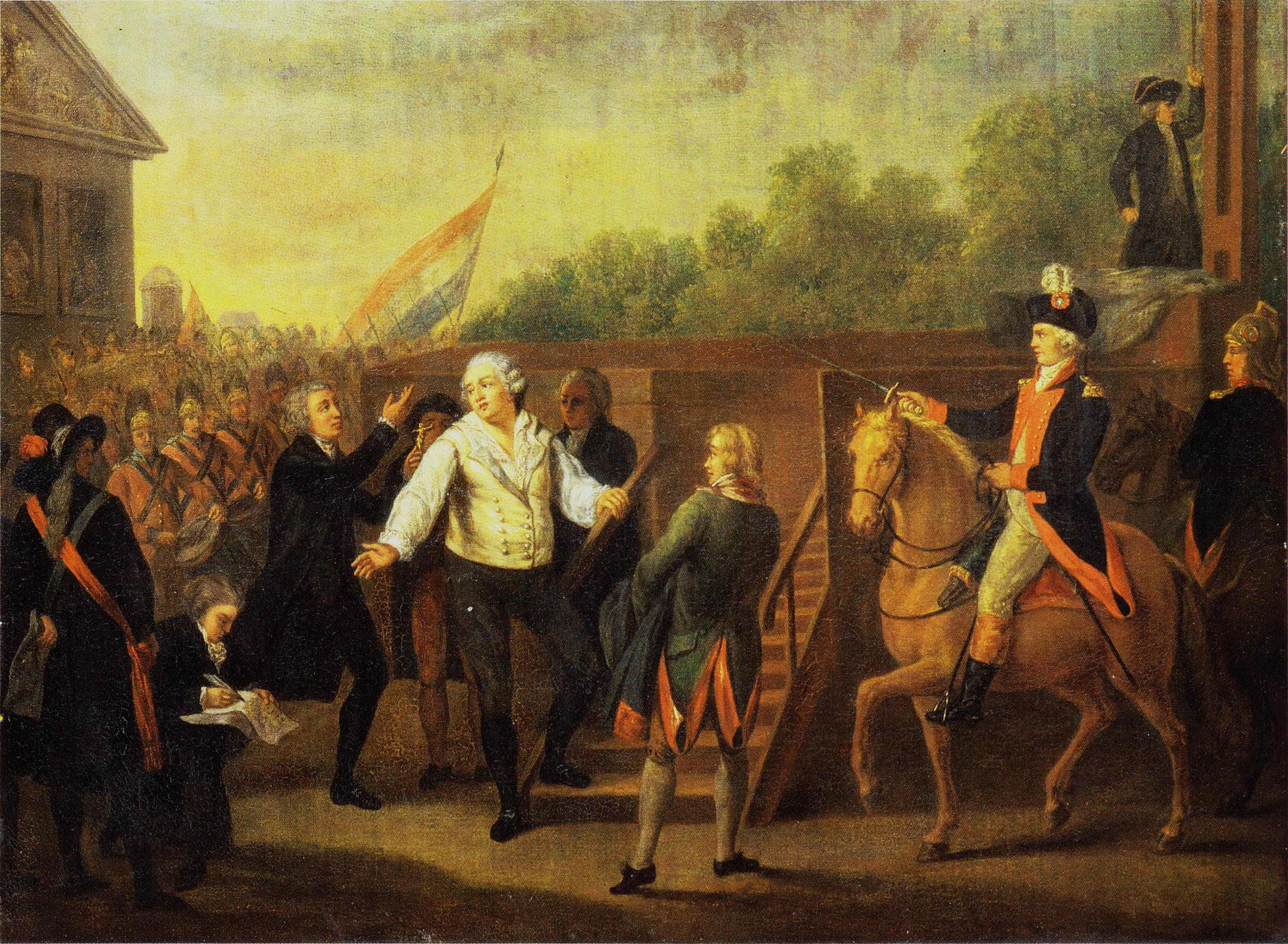
国王ルイ16世の処刑

  - 8月10日事件 （テュイルリー宮殿襲撃）[注 34]（パリ・コミューンの勝利）
  - 王権停止の諸法令（王権停止・普通選挙の実施約束）
- 8月13日
  - 国王一家をタンプル塔に幽閉
  - ジロンド派内閣が復活。ダントンが司法大臣に就任
- 8月14日：ラファイエット軍司令官、パリ進軍を企図（兵士の反対で失敗）
- 8月17日
  - 自治市会（）、特別重罪裁判所を設置
  - 連盟兵、国王廃位を要求
- 8月18日：バルナーヴ逮捕（〜1793年11月29日処刑）
- 8月19日：ラファイエット、軍を捨てて亡命
- 8月23日
  - ギロチンの使用始まる
  - ロンウィ要塞降伏
- 8月27日：次の議会のための予選会（第一次選挙）が始まる
- 9月1日：ヴェルダン要塞降伏
- 9月2日〜6日 : 九月虐殺[注 35]
- 9月3日：選挙集会（第二次選挙）が始まる（普通選挙[注 36]）
- 9月20日
  - ヴァルミーの戦い（革命フランス軍が初勝利）
  - 離婚法が成立（戸籍の世俗化）
  - 立法議会は最終議事を終了して解散
  - 国民公会召集
- 9月21日 : 王政の廃止を決議し、共和国宣言（フランス第一共和政成立）
- 9月22日：この日が革命暦の元年元旦となる
- 9月25日
  - ジロンド派が提案した州連邦制度案を否決[注 37]
  - ジロンド派、ロベスピエールを「独裁を目指す者」として告発
- 10月2日 : 国民公会、保安委員会や公教育委員会など14の委員会を設置
- 10月6日：ジェマップの戦い[注 38]
- 10月8日：ビュゾー、県衛兵隊（連盟兵）の創設を提案
- 10月10日
  - ダントン、機密費問題で司法大臣辞職
  - パリ・コミューン、ジャコバン・クラブからブリッソーを追放（ジロンド派脱退）
- 11月13日：サン＝ジュスト、国王裁判について演説
- 11月27日：サヴォワを併合
- 12月4日：国王裁判開始（〜1793年1月15日結審）

#### 1793年
対外戦争と内戦で共和国は最大の苦境に
- 1月1日 : 国防委員会[注 39]を設置
- 1月21日 : 国王ルイ16世処刑
- 1月23日：第二次ポーランド分割
- 1月31日：ニースを併合

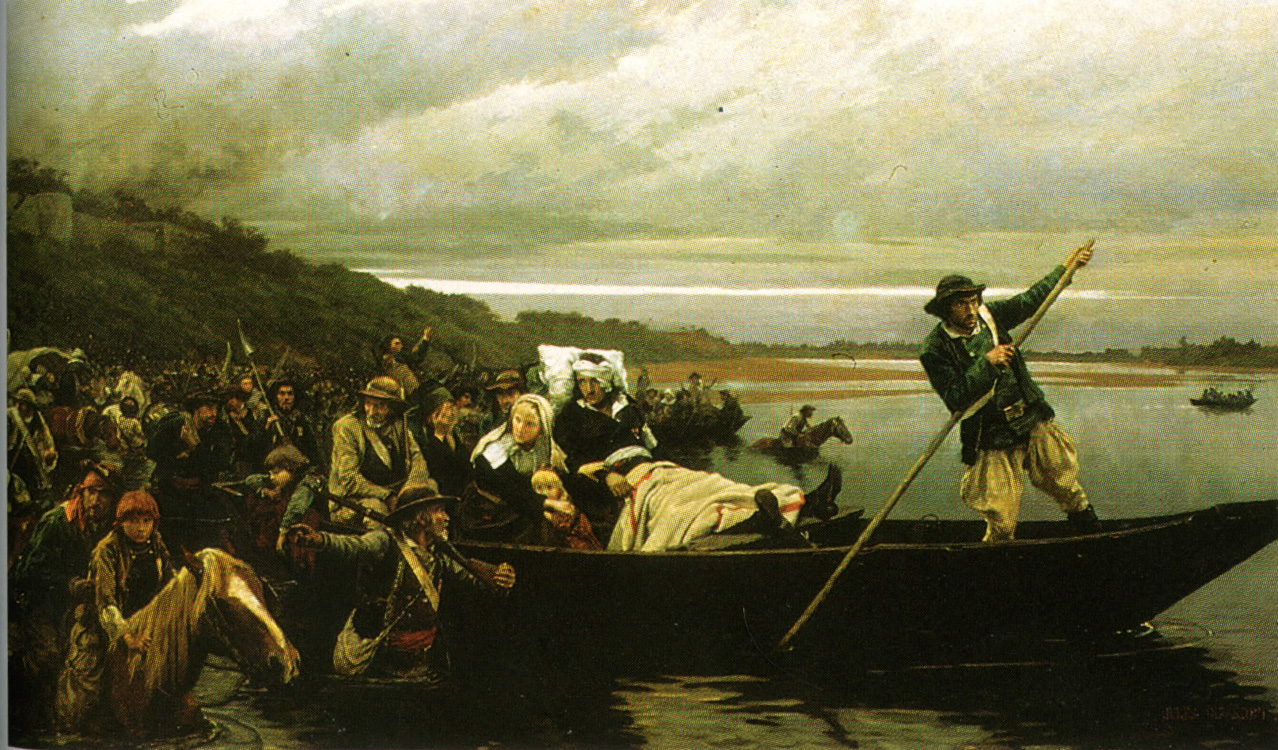
ヴァンデの反乱（ロワール渡河）

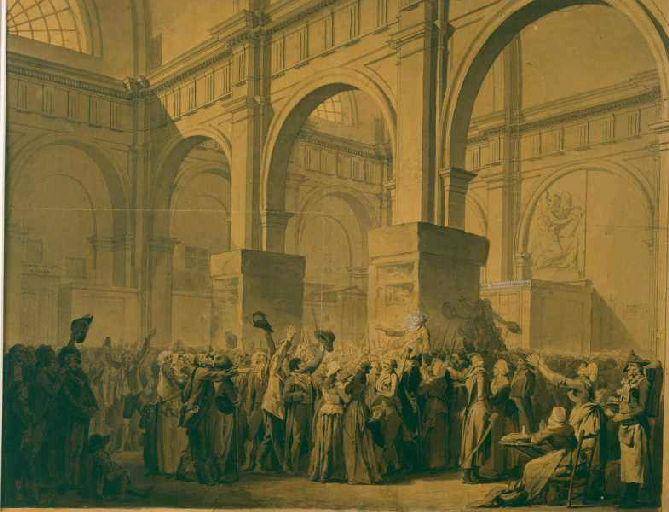
『マラーの勝利』

- 2月1日 : 国民公会、イギリス・オランダに宣戦布告
- 2月13日  : オーストリア・プロイセン・イギリス・スペイン・オランダ等による第一次対仏大同盟結成
- 2月21日：アマルガム法
- 2月24日：30万人募兵令（国民軍・強制募兵制度[注 40]）
- 3月3日 : リヨンの反乱（〜1794年10月9日）
- 3月7日 : 国民公会、スペインに宣戦布告
- 3月10日
  - 革命裁判所の設置
  - ヴァンデの反乱が始まる[注 41]
- 3月18日
  - ネールウィンデンの戦い[21]（ベルギーでフランス軍大敗）
  - ライン地帯に、マインツ共和国成立（〜7月22日崩壊）
- 4月2日：デュムリエの裏切り[注 42]
- 4月6日 : 公安委員会（第1期）の成立（臨時行政機関）
- 4月9日：派遣議員制度
- 4月13日：マラー逮捕（24日に無罪釈放）
- 4月14日〜7月23日：マインツ包囲
- 4月22日：アメリカ、対フランス中立宣言
- 4月27日：ダントン、ヴァンデの反乱鎮圧へパリのサン・キュロットを派遣
- 5月4日 : 穀物の最高価格令制定（価格統制が始まる）
- 5月18日：十二人委員会[22]の設置
- 5月20日：10億リーブルの累進強制公債
- 5月29日：マルセイユで反革命

## ジャコバン派独裁

### 恐怖政治

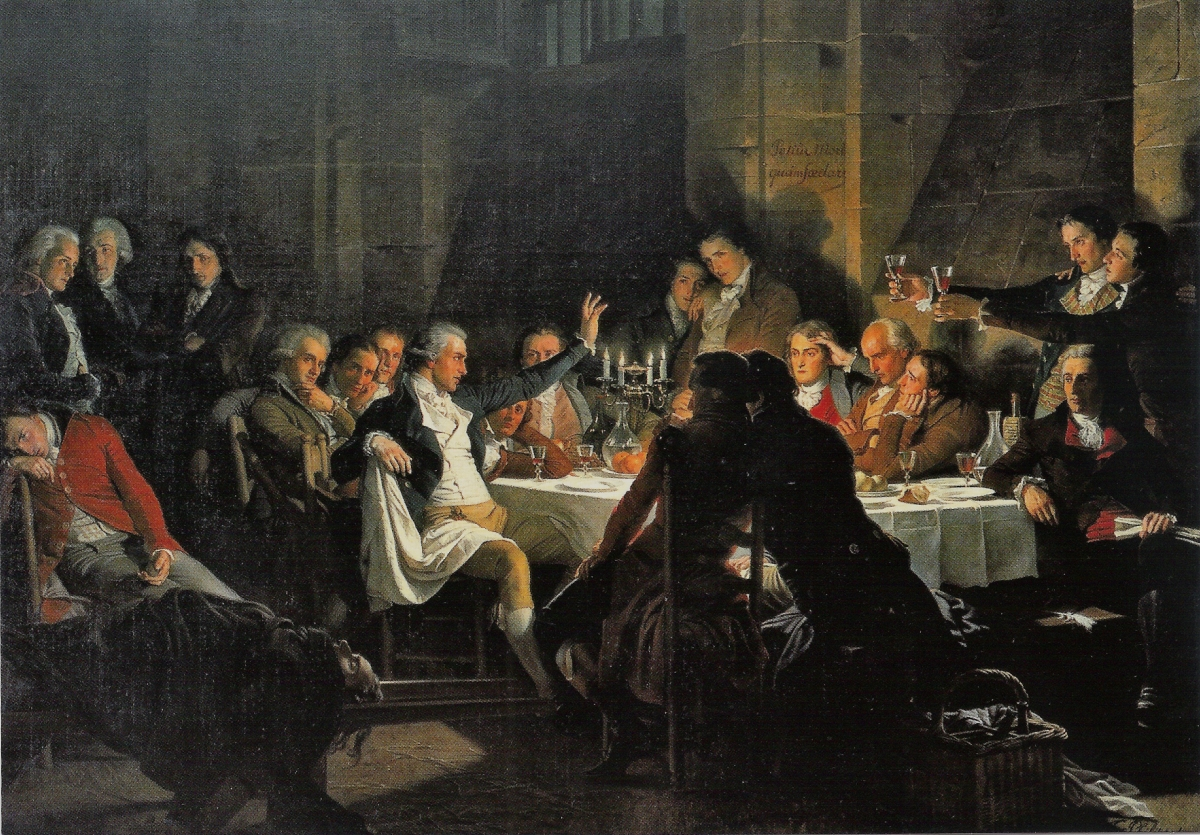
『ジロンド派の最後の晩餐』

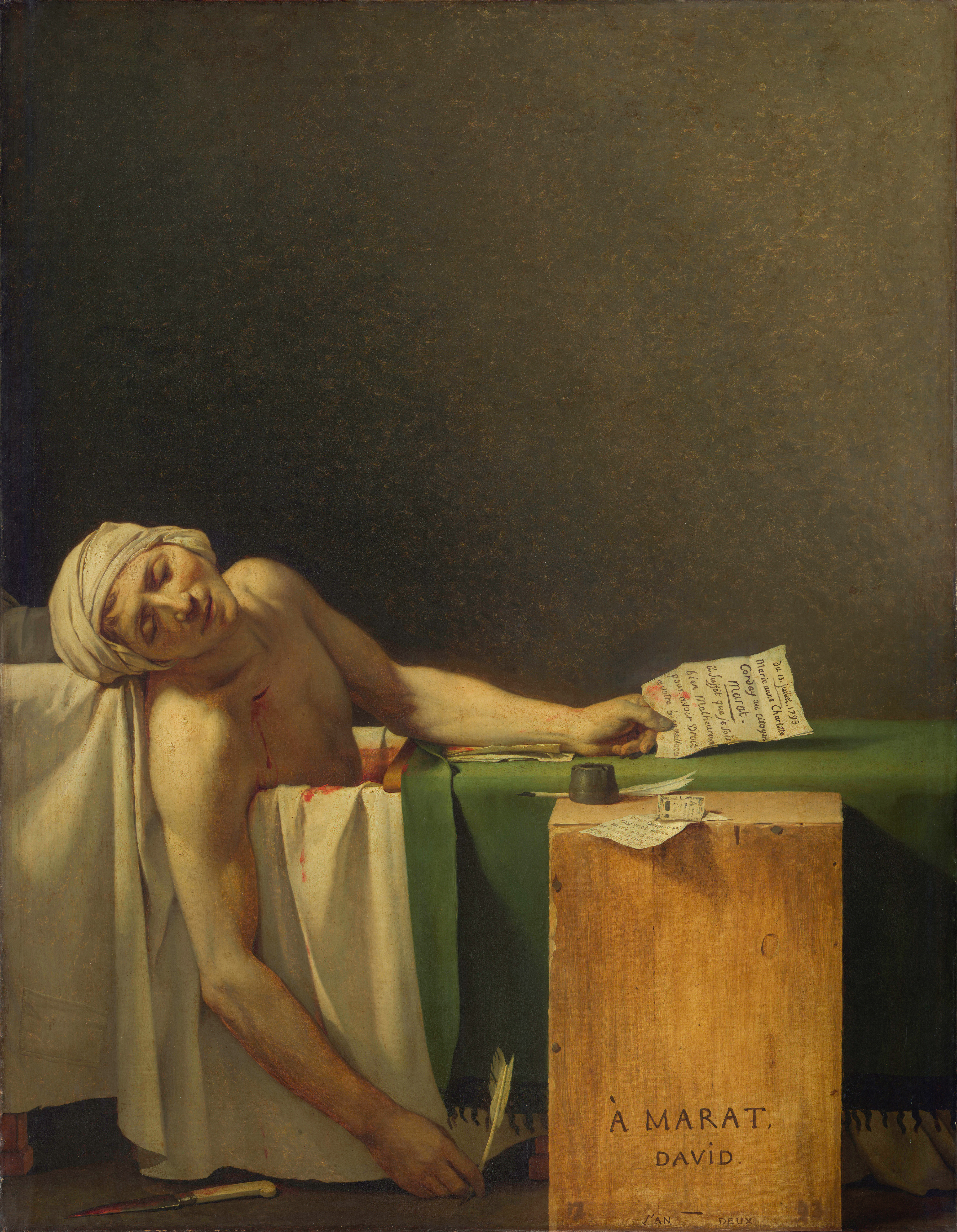
『マラーの死』ダヴィッド

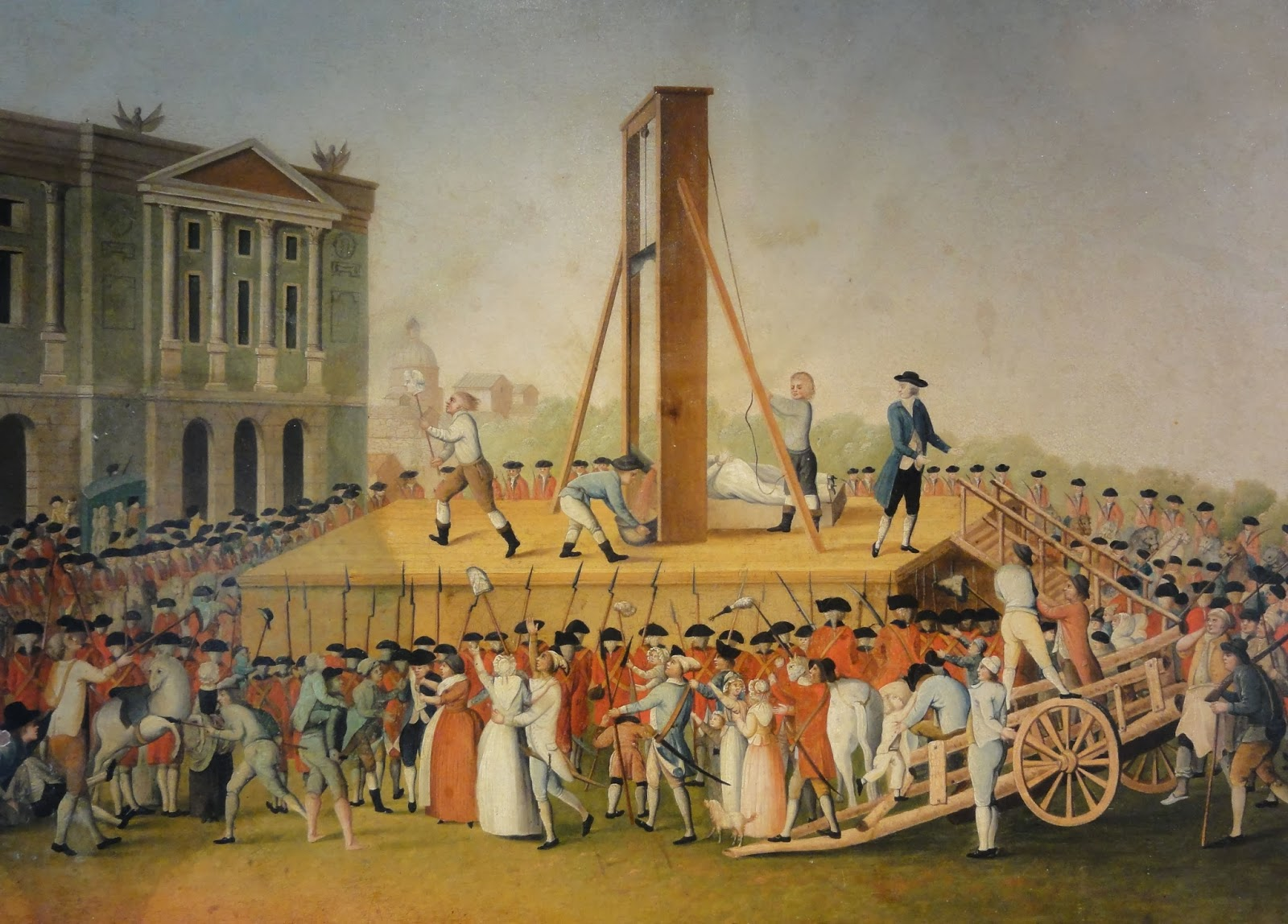
王妃マリー・アントワネットの処刑

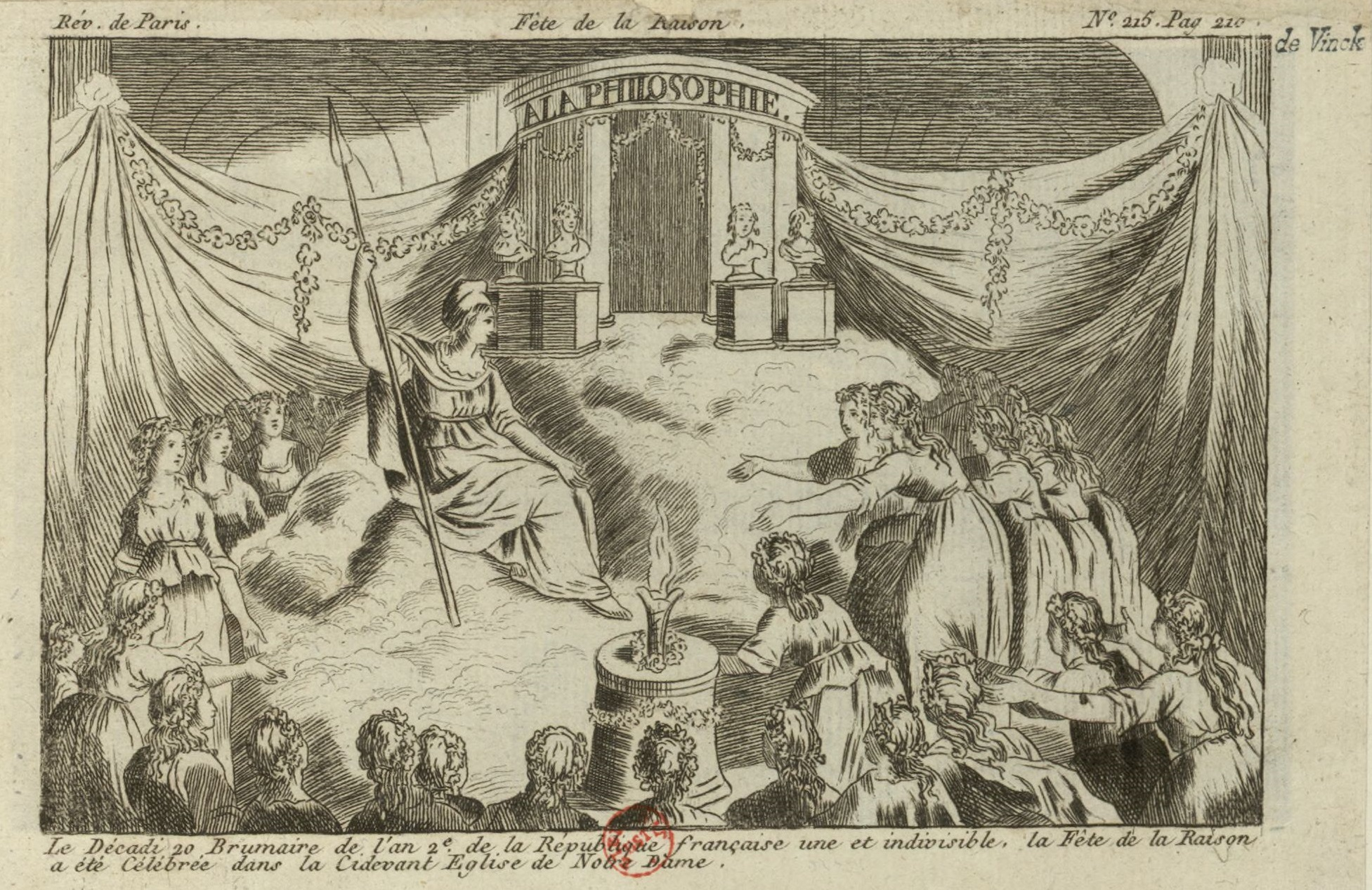
理性の崇拝

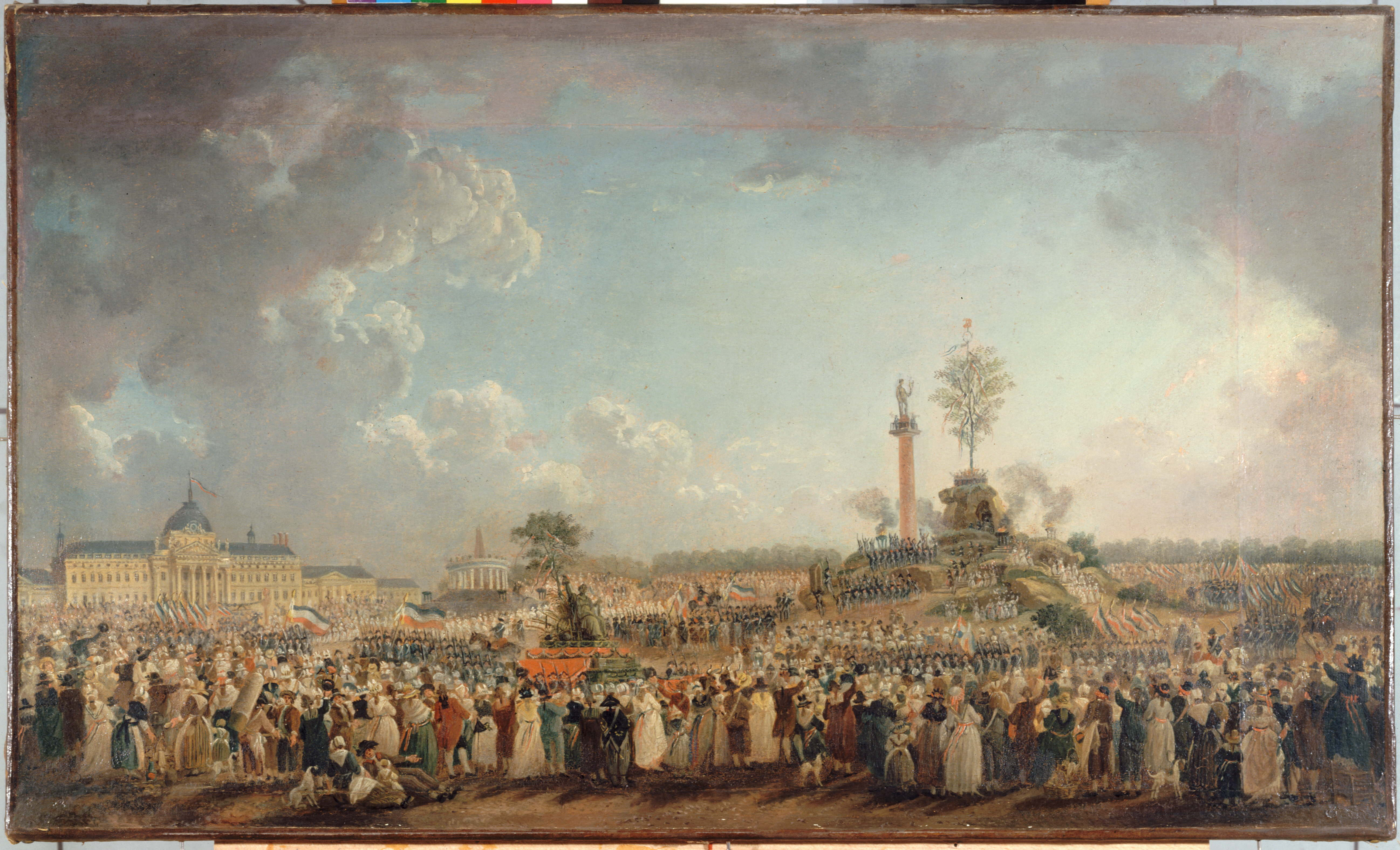
最高存在の祭典

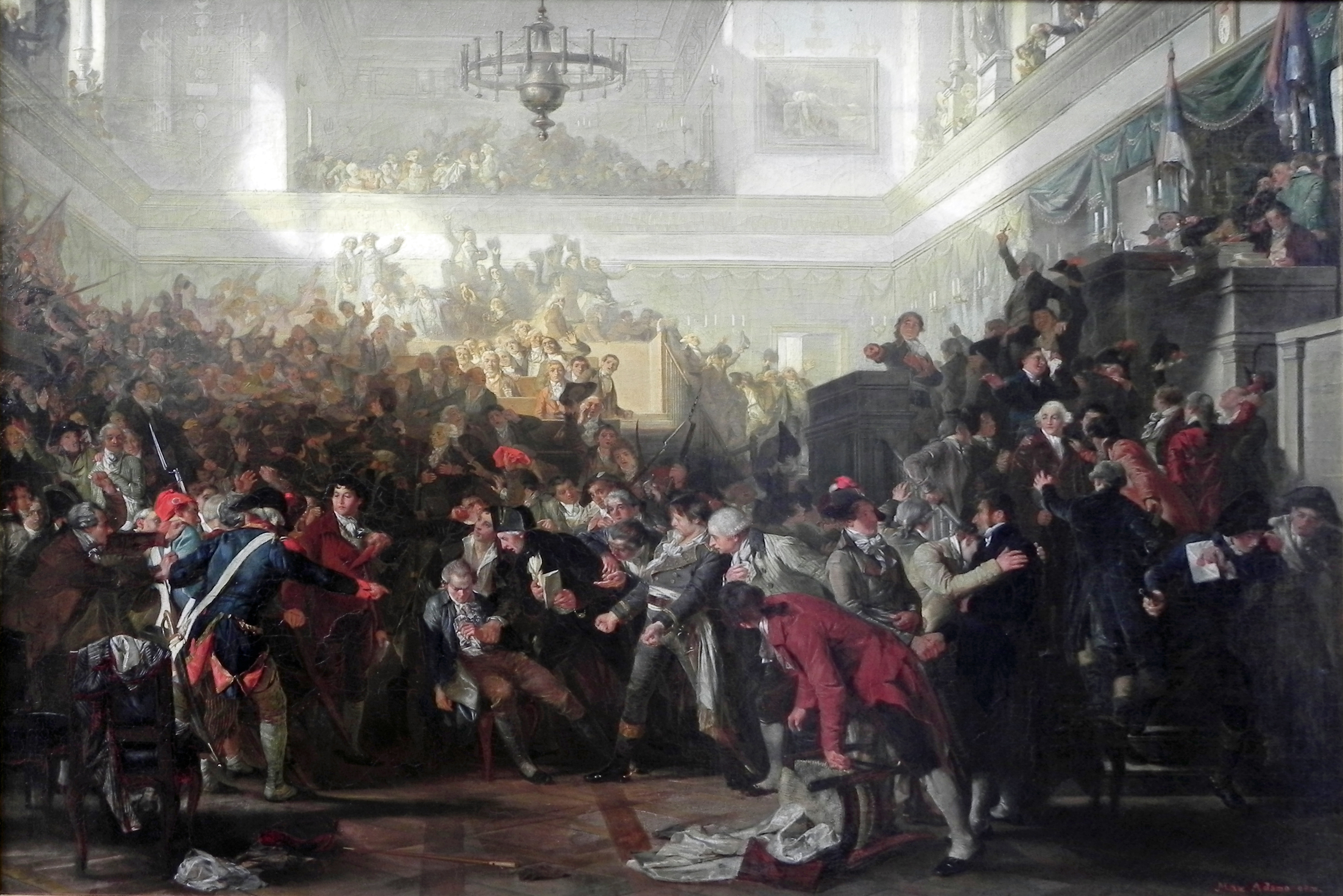
テルミドール9日。ロベスピエールの逮捕。

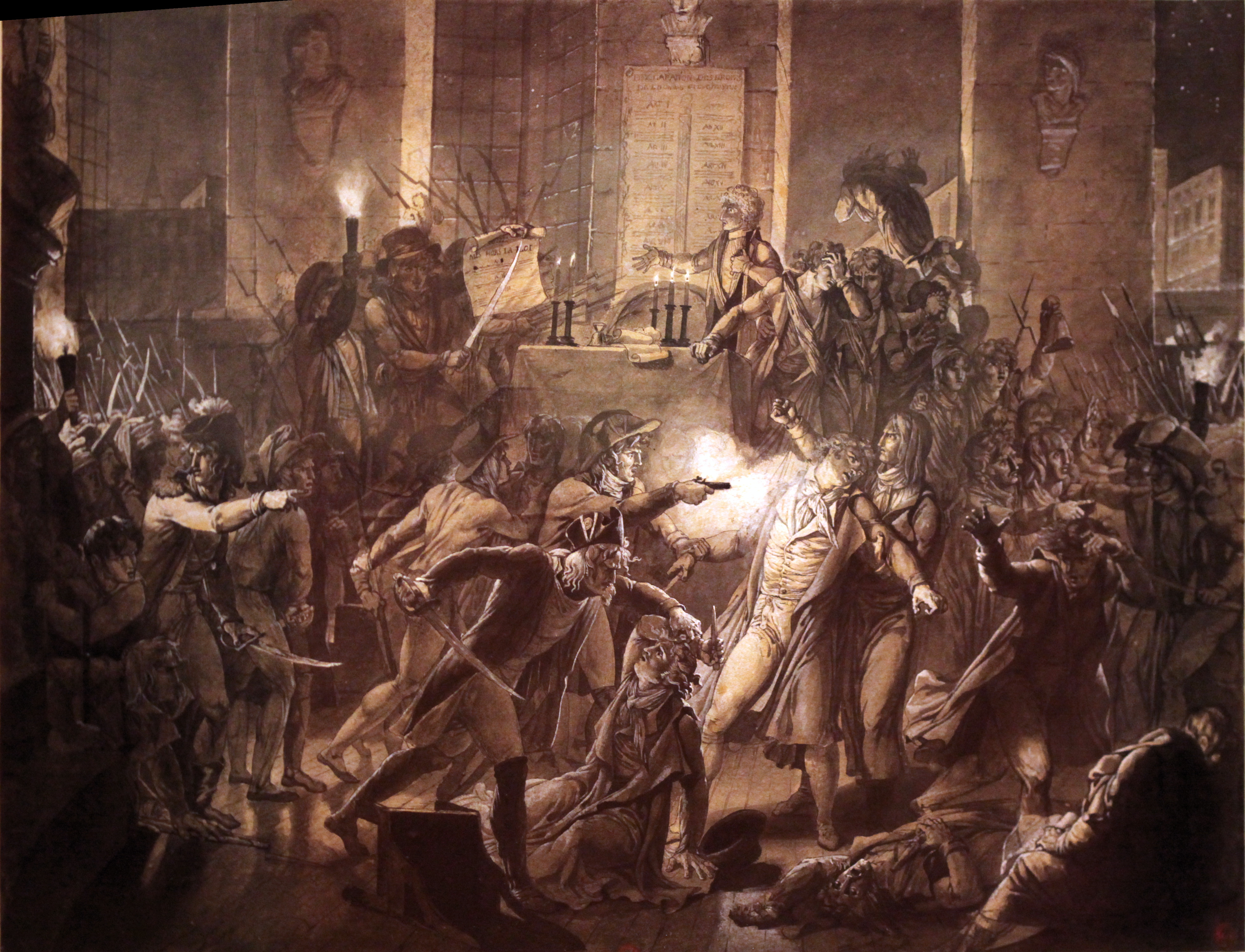
銃撃されるロベスピエール。

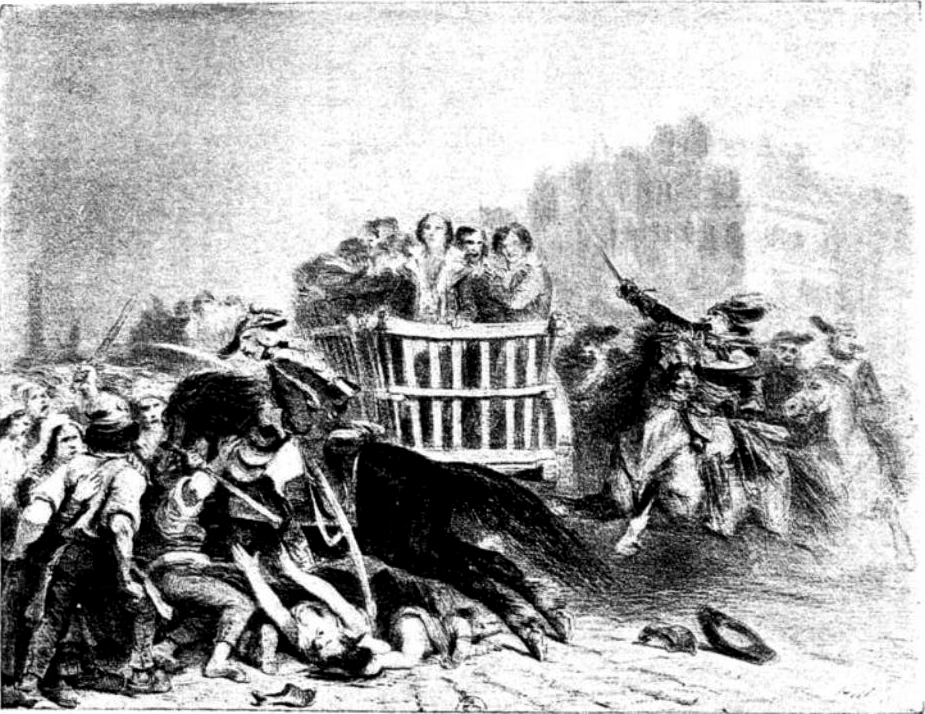
『恐怖政治、最後の荷車』

- 5月31日：国民衛兵とサン・キュロット、国民公会を包囲
- 6月2日 : 6月2日の革命[23]（議員29名が逮捕。ジロンド派追放）
- 6月22日：累進強制公債を修正して再可決（税率強化）
- 6月24日
  - 1793年の人権宣言
  - 1793年憲法（ジャコバン憲法）制定（実際には実施されず）
- 6月25日〜8月22日：アンラージェ[24]（過激派）の活動激化
- 7月10日：公安委員会刷新
- 7月12日 : トゥーロンで王党派反乱
- 7月13日 : マラー暗殺
- 7月17日
  - 封建的特権の（無償）廃止が決議
  - シャルロット・コルデー処刑
- 7月27日
  - ロベスピエールが公安委員会に参加（大公安委員会始まる）
  - 買占禁止令
- 7月29日：ナントの戦い[注 43]
- 8月1日：度量衡の統一[注 44]
- 8月10日
  - 第一回8月10日祭開催
  - ルーヴル美術館開館
- 8月22日：ジャック・ルー[25]逮捕（アンラージェ弾圧）
- 8月23日 : 総動員法の施行[注 45]
- 8月29日 : サン＝ドマングへ派遣された委員ソントナ[注 46]が独断で全ての黒人奴隷解放を宣言
- 9月：エベール派（矯激派）が活発化（極左政策・非キリスト教化運動）
- 9月5日
  - 国民公会、恐怖政治を採択[注 47]
  - 革命裁判所の強化
- 9月11日：革命軍[注 48]の創設
- 9月17日：反革命容疑者法制定
- 9月21日：航海条令
- 9月25日：国民公会、公安委員会に独裁権を付与（公安委員会独裁始まる〜1794年7月27日）
- 9月29日 : 最高価格令（一般最高価格令）制定
- 10月5日：国民公会、グレゴリオ暦を廃止しフランス革命暦（共和暦）を採用
- 10月10日 : 革命政府宣言[注 49]
- 10月15日〜16日
  - ワッチニー会戦[26]（フランス軍勝利、ネーデルラントでの勝利確実に）
  - 王妃マリー・アントワネットの裁判と処刑[注 50]
- 10月17日：ショレの戦い[注 51]
- 10月31日 : ブリッソーら、ジロンド派議員21名が処刑
- 11月8日 : ロラン夫人処刑
- 11月10日：ノートルダム聖堂で理性の祭典[注 52]
- 11月17日：インド会社事件[27]（ダントン派の汚職）
- 12月4日
  - フリメール14日法可決（恐怖政治の基本法）
  - 派遣議員ジョゼフ・フーシェ、コロー・デルボワらリヨンの大虐殺が始まる
- 12月5日：デムーラン、『ヴィエイユ・コルドリエ』紙を創刊（恐怖政治批判）
- 12月12日〜13日：ルマンの戦い[28]
- 12月19日 : トゥーロン市奪回[注 53]
- 12月23日：サヴェニー会戦[29]（ヴァンデ反乱軍壊滅、ゲリラ戦へ）

#### 1794年
- 1月19日 : イギリス軍、コルシカ島に上陸
- 2月4日 : プリュヴィオーズ16日法（2月4日の法令）可決（全フランス植民地での黒人奴隷制廃止[注 54]）
- 2月26日 : ヴァントーズ法可決[注 55]
- 3月4日：コルドリエ派の神聖蜂起（未遂）
- 3月10日：ダントン派（寛容派）一斉逮捕
- 3月13日〜14日：エベール派一斉逮捕
- 3月24日
  - エベール派処刑
  - ポーランドでコシューシコ蜂起[30]（〜11月9日）
- 3月27日：サン・キュロットからなる革命軍[注 48]を解散
- 4月2日 : ダントンの裁判が始まる
- 4月5日 : ダントン、デムーランらダントン派処刑
- 4月16日：公安委員会に治安局設置（ジェルミナル27日法）
- 4月22日：ルイ16世の弁護人、ラモワニョン・ド・マルゼルブ処刑
- 5月8日 : 化学者ラヴォワジエ処刑
- 5月31日〜6月1日：6月1日海戦（栄光の6月1日）
- 6月8日 : シャン・ド・マルスで最高存在の祭典
- 6月10日 : プレリアル22日法制定（刑罰を死刑のみに・大恐怖政治）
- 6月26日：フルーリュスの戦い　[注 56]
- 7月27日 : テルミドール9日のクーデター[注 57][注 58]
- 7月28日 : ロベスピエール、サン＝ジュスト、クートン、ルバら22名が処刑

## テルミドール反動

### 軍隊の台頭

ボン市の自由の木

ヴァンデミエール13日のクーデター

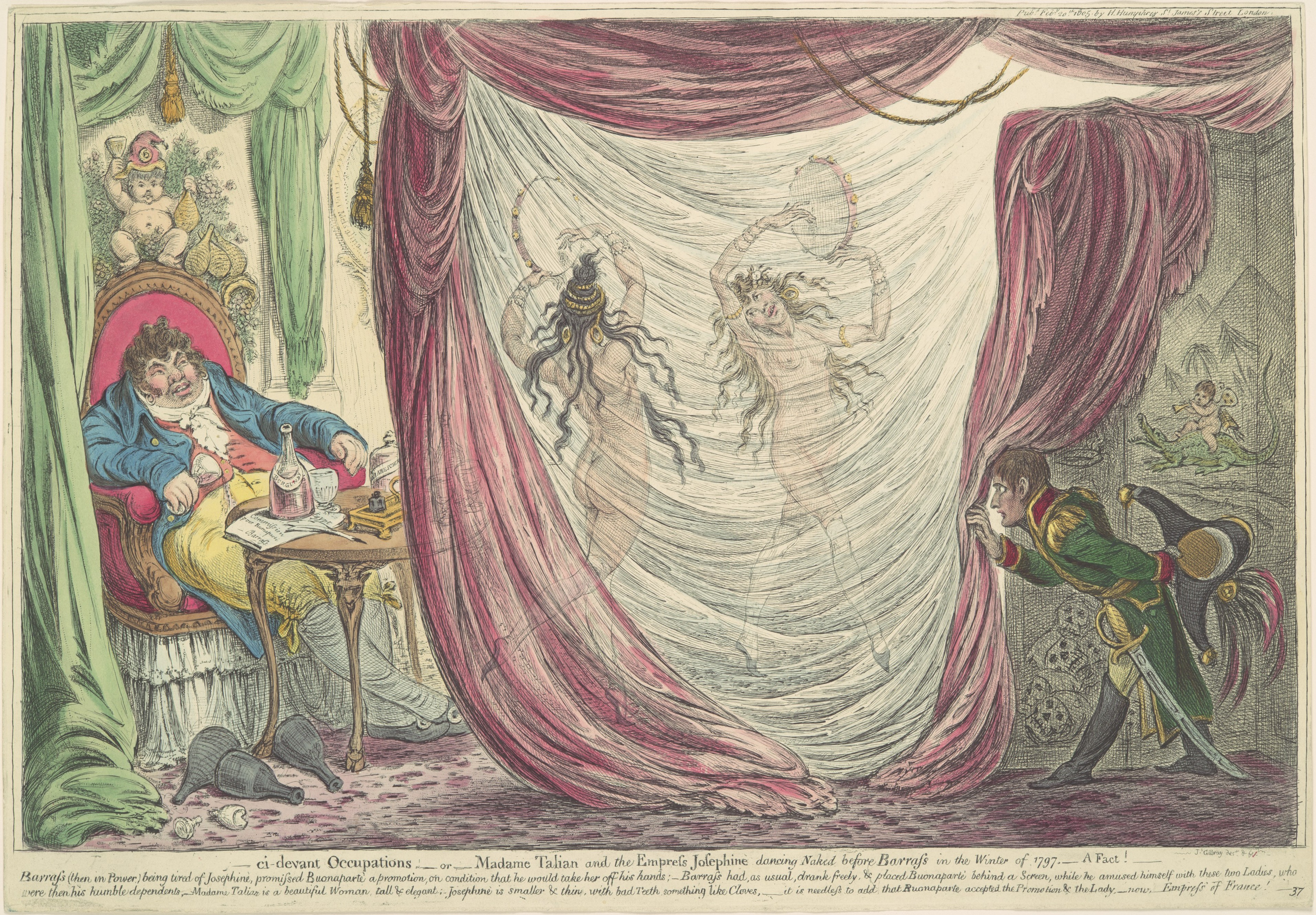
ギルレー作の風刺画。バラスのために裸で踊る2人の愛人（テレザ・カバリュスとジョゼフィーヌ）

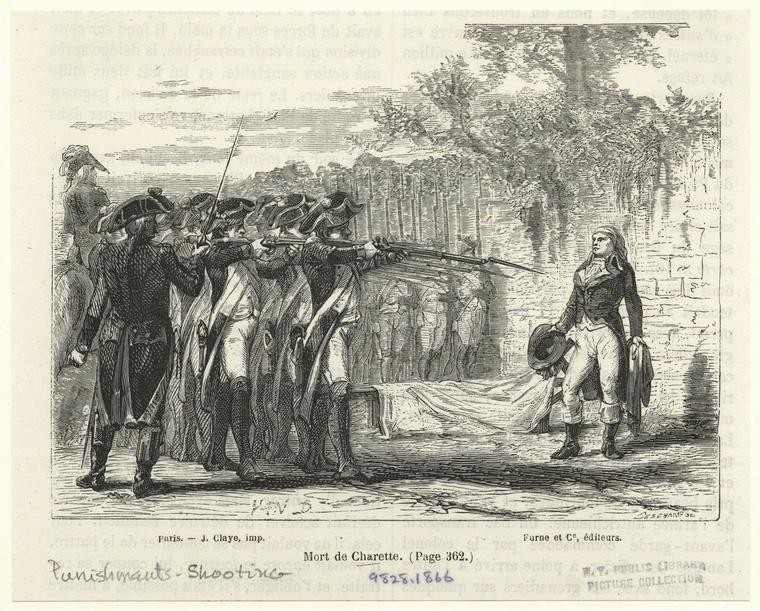
ヴァンデ反乱・シャレット将軍の処刑

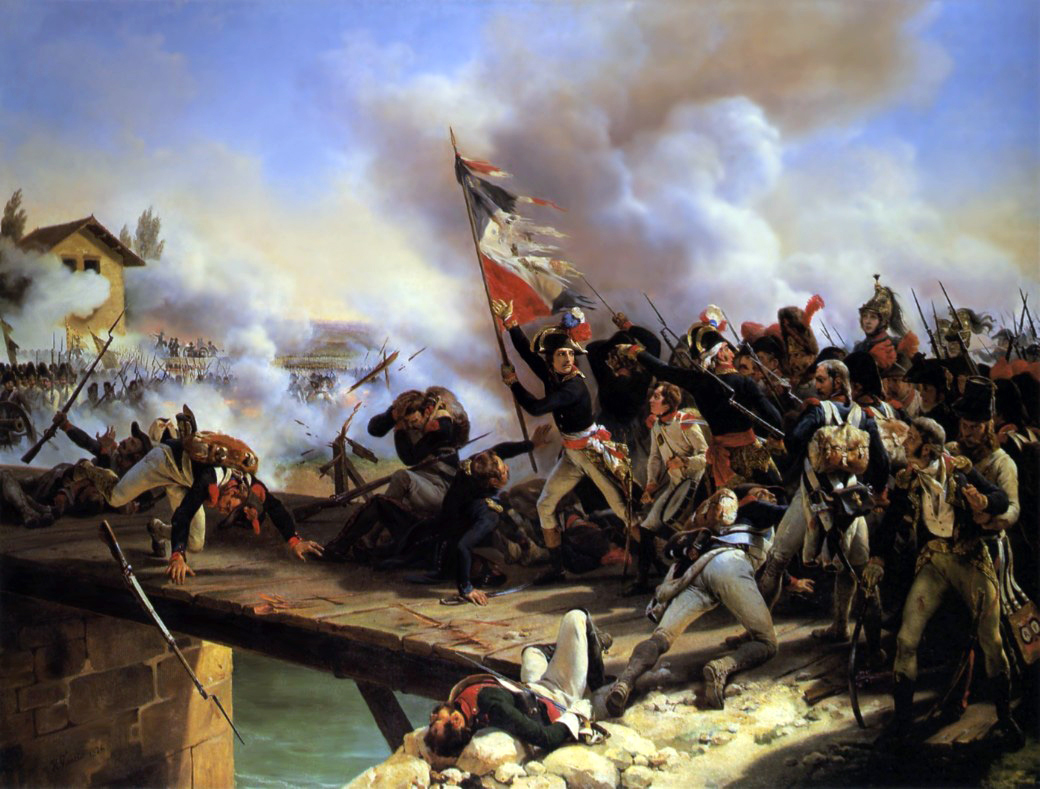
アルコレ会戦のボナパルト

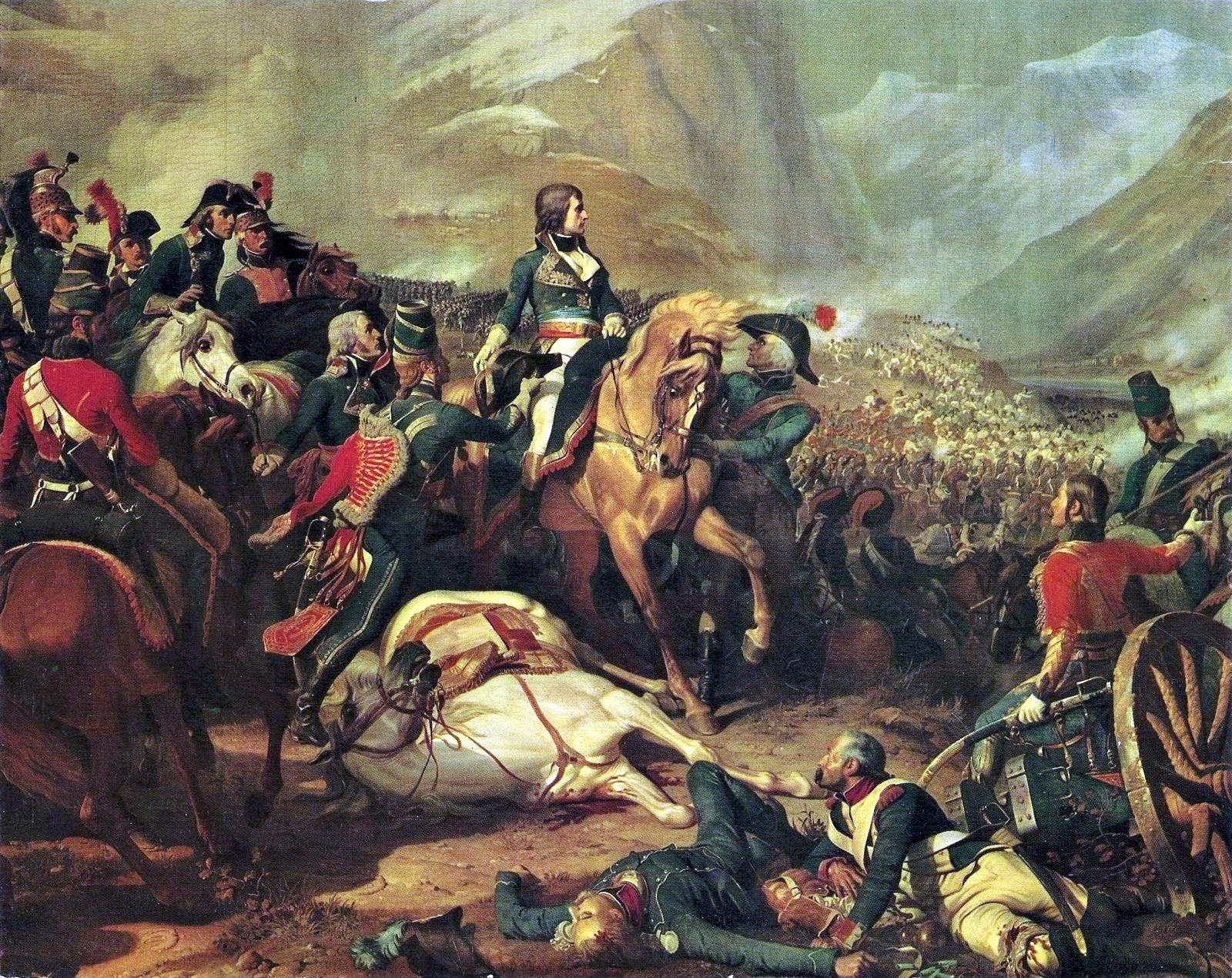
リヴォリ会戦

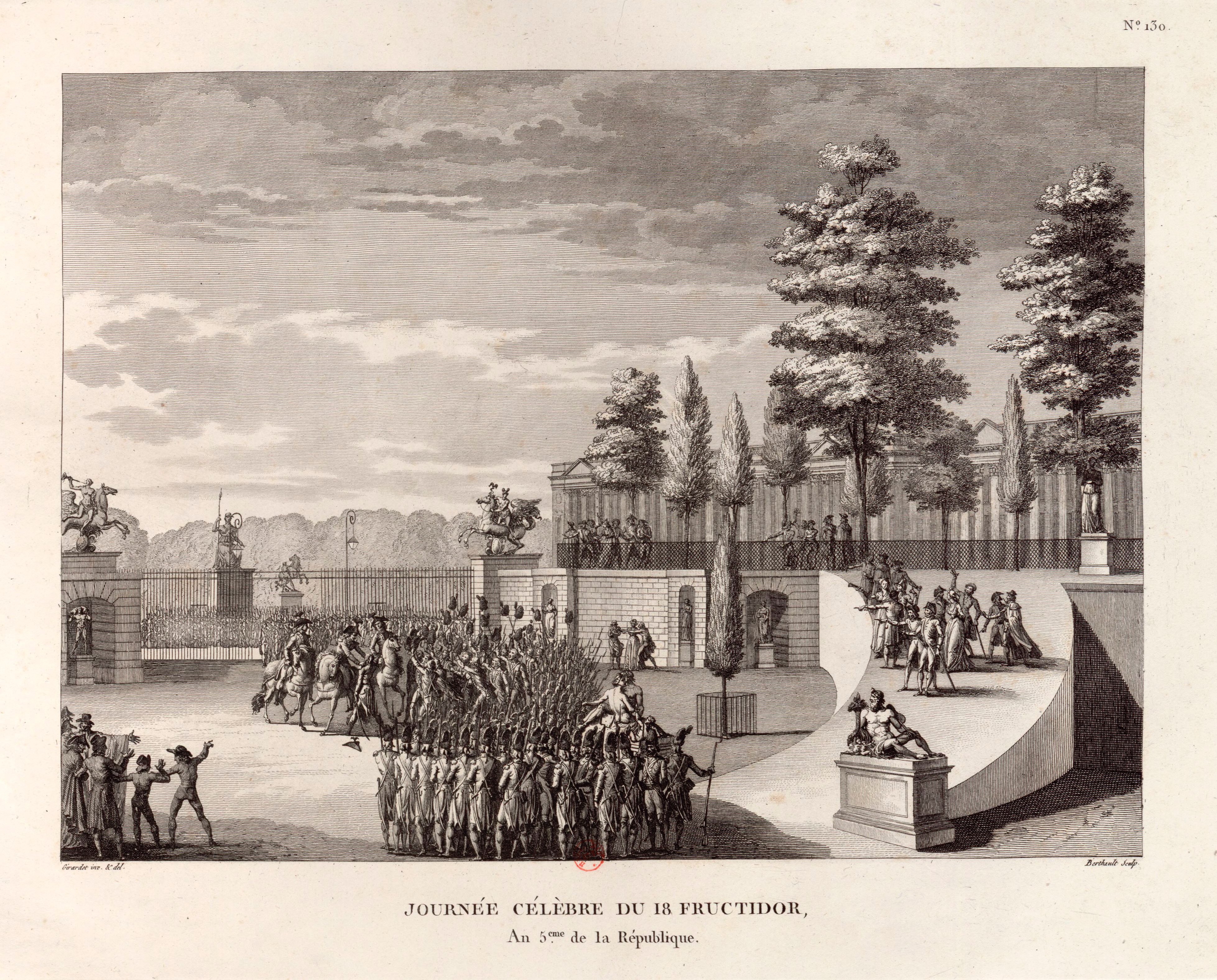
フリュクチドールのクーデター

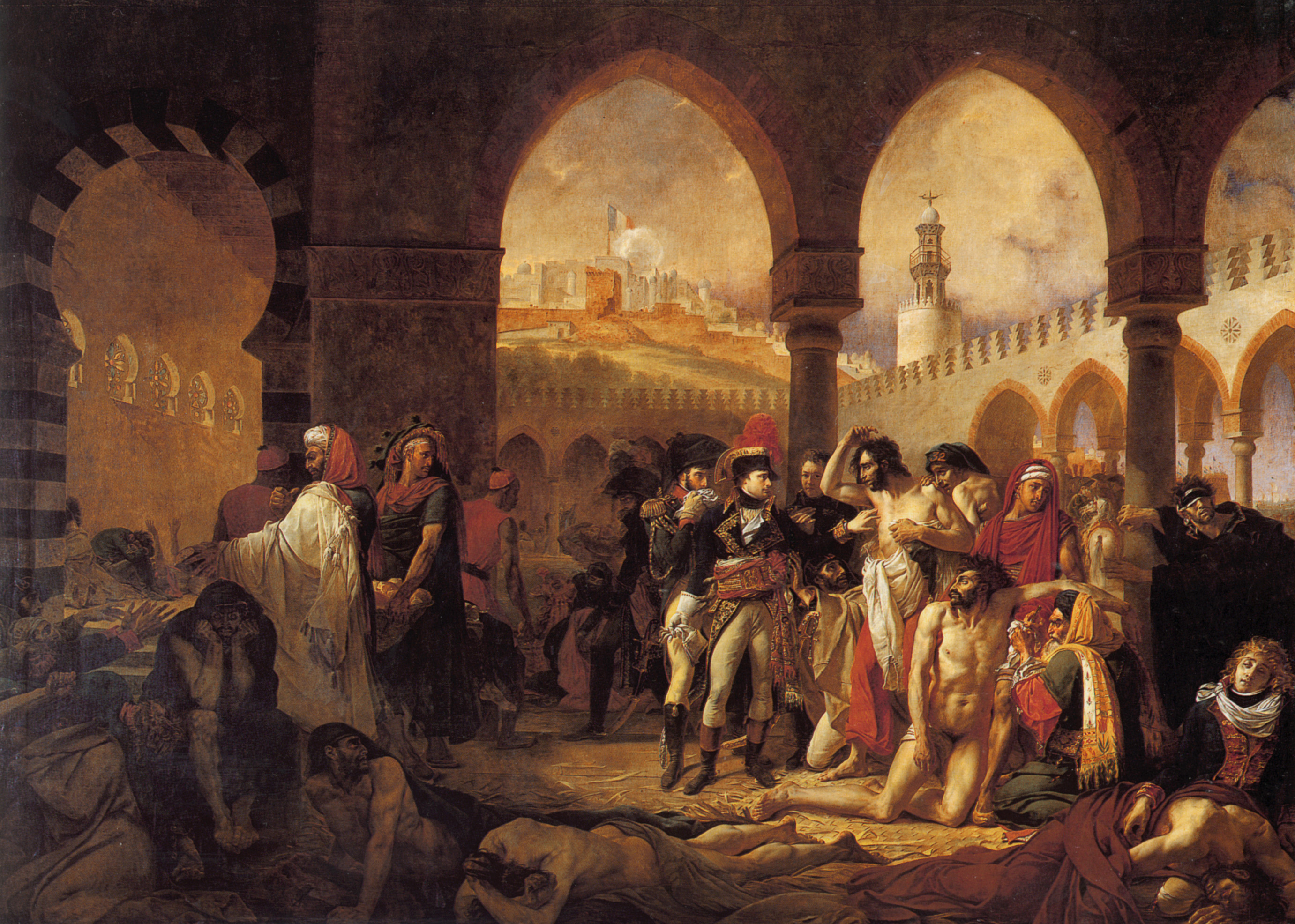
『ヤッファのペスト患者を見舞うナポレオン』（アントワーヌ＝ジャン・グロ）

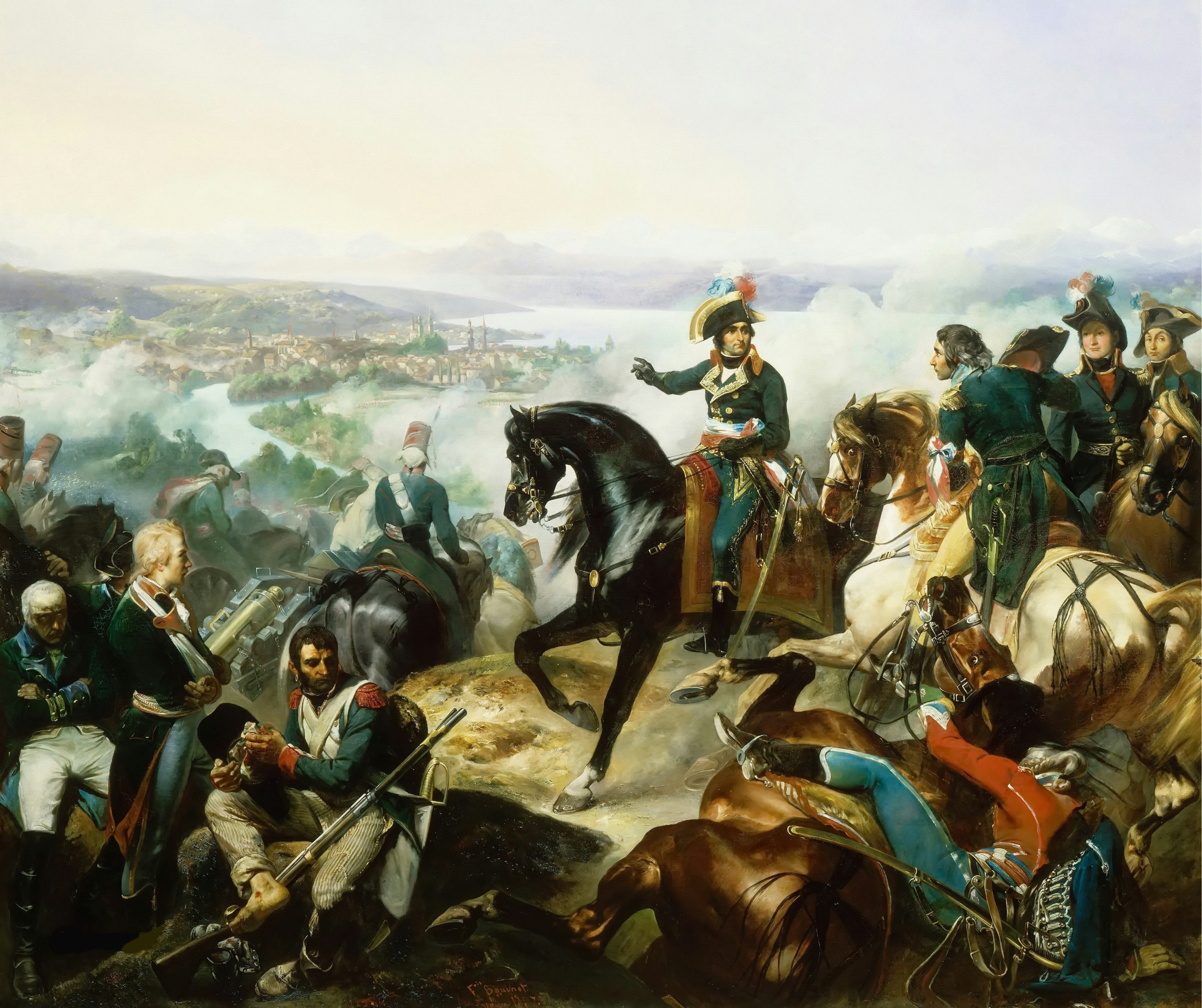
第二次チューリッヒ会戦

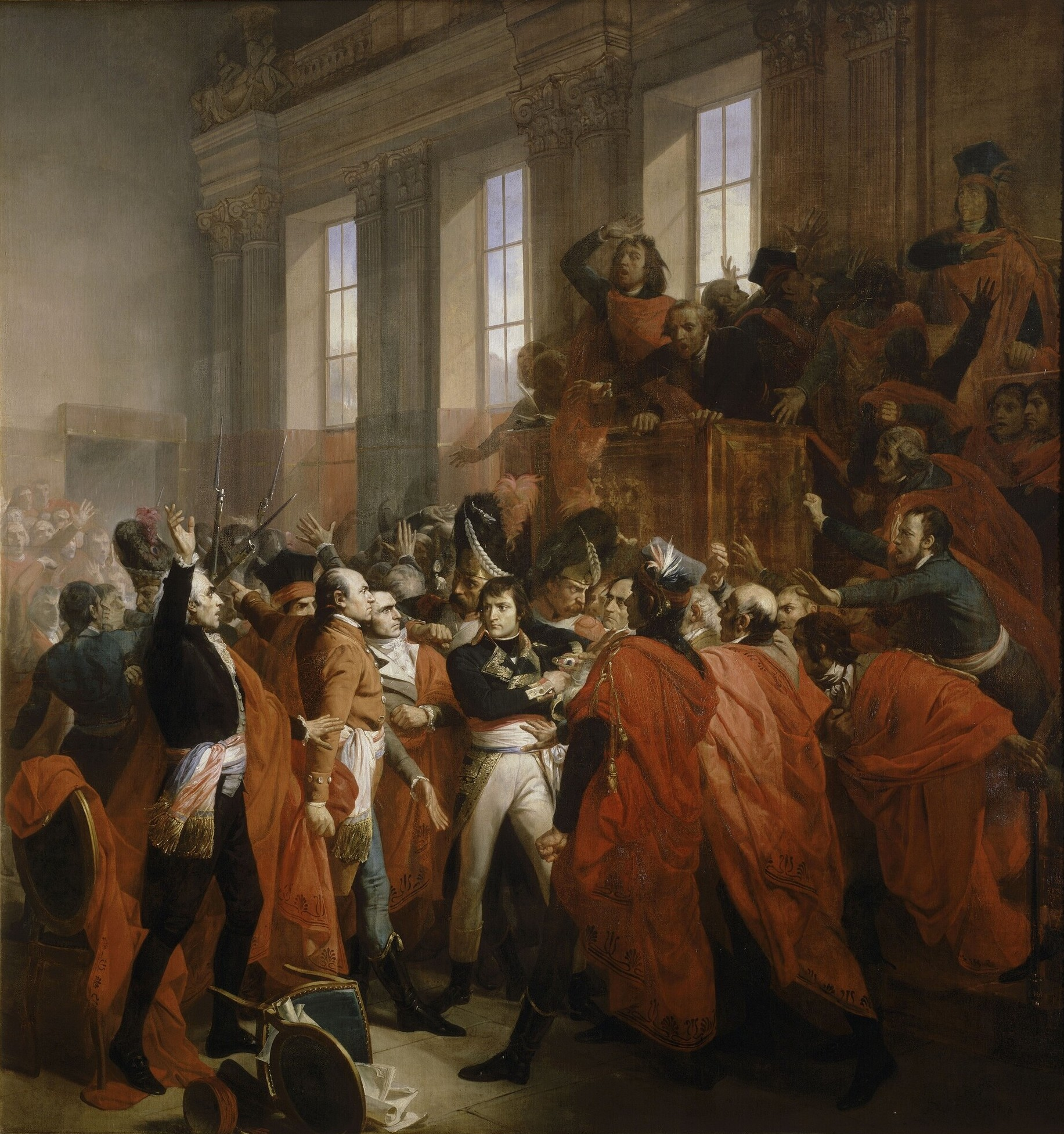
ブリュメール18日

- 7月29日：ジャコバン・クラブ、タリアンやフレロンなどテルミドール派を除名
- 8月6日：元革命裁判所裁判長ジャン＝バティスト・コフィナル処刑
- 8月10日：革命裁判所の改組（白色テロ始まる）
- 8月21日：フランスがコルシカ島を放棄（アングロ・コルス王国[注 59]成立）
- 8月24日：諸委員会改革、公安委員会の弱体化
- 9月5日：メルラン・ド・チョンヴィル、国民公会でジャコバン・クラブ解散を提案
- 9月7日：最高価格令を停止
- 9月19日：金ぴか青年隊、ジャコバン・クラブを占拠
- 10月25日：プロイセン軍、イギリスとの条約を破棄してオランダから撤退
- 11月12日 : 国民公会、ジャコバン・クラブを閉鎖
- 12月2日：ヴァンデ叛徒に対して大赦令[注 60]
- 12月16日 :ジャン＝バティスト・カリエの処刑
- 12月24日 : 最高価格令を撤廃[注 61]
- 12月27日：ピシュグリュ将軍[31]、オランダ侵攻開始

#### 1795年
- 1月19日：フランス軍、オランダ・アムステルダムを無血占領
- 1月31日：外国貿易禁止撤廃
- 2月9日：トスカーナ大公国と中立条約
- 2月21日：国民公会、「信仰の自由」を宣言
- 3月8日 : ジロンド派復活
- 4月1日 : ジェルミナル暴動[32]
- 4月5日：プロイセンと和平条約（バーゼルの和約）
- 4月7日：メートル法制定[注 44]
- 5月7日：アントワーヌ・フーキエ＝タンヴィル処刑
- 5月16日：バタヴィア共和国成立
- 5月20日 : プレリアル蜂起[33]（モンターニュ派壊滅）
- 5月31日 : 革命裁判所の廃止（白色テロ終焉）
- 6月8日：ルイ17世がタンプル塔で病死
- 6月21日：アッシニア紙幣のデノミネーション（2/25に切り下げ）
- 6月23日〜7月21日：オッシュ将軍、イギリス軍と亡命貴族軍によるキブロン遠征を阻止[34]
- 7月22日：スペインと和平条約（第二次バーゼルの和約）
- 8月15日：新通貨単位フランを導入
- 8月22日 : 共和暦3年憲法（1795年憲法）の制定（9月23日より施行）
- 8月23日：1795年の人権宣言[35]
- 8月30日：3分の2法令
- 10月1日 : ベルギーを併合
- 10月5日  : ヴァンデミエール13日のクーデター[注 62]
- 10月24日：第三次ポーランド分割
- 10月25日：平時の死刑廃止
- 10月26日
  - 国民公会が解散
  - バラスら5総裁を行政の長とする総裁政府が成立
- 10月31日：総選挙
- 11月4日：公安委員会解散
- 11月25日：ポーランド王スタニスワフ2世退位（ポーランド王国消滅）

#### 1796年
- 2月28日：パンテオン・クラブ閉鎖
- 3月10日：アッシニア廃止
- 3月18日：総裁政府、地券（）を発行[注 63]
- 3月27日 : ボナパルト将軍、第一次イタリア遠征を開始
- 4月28日：ピエモンテとの間にケラスコ休戦条約
- 5月10日：バブーフの陰謀（平等主義者の陰謀）が発覚[注 64]
- 5月15日：ピエモンテと和平条約
- 6月23日：教皇ピウス6世とモデナ、ボナパルトと休戦条約
- 6月29日：トランスパダーナ共和国成立
- 7月：オッシュ将軍、ヴァンデの反乱を鎮圧
- 8月5日：カスティリオーネ会戦および第二次ロナト会戦
- 8月19日：第二次サン・イルデフォンソ条約[注 65]（仏西同盟）
- 9月7日：バイエルン選帝侯カール・テオドール、フランスと休戦条約
- 10月5日：スペインがイギリスへ宣戦布告
- 11月17日：ロシアのエカチェリーナ2世が崩御。パーヴェル1世が即位
- 12月16日：オッシュ、アイルランド遠征に出発（21〜27日、暴風雨によりボタニー湾への上陸失敗）
- 12月31日：チスパダーナ共和国成立

#### 1797年
- 1月14日：リヴォリ会戦
- 2月2日：マントヴァ要塞陥落
- 2月14日：サン・ビセンテ岬の海戦
- 2月19日：教皇と和平条約（トレンチノ条約[36]）
- 4月4日：共和国5年の選挙（王党派躍進）
- 4月18日：ボナパルトがオーストリアとレオーベン仮条約を結ぶ（総裁政府は4月30日に承認）
- 5月12日：フランス軍に降伏し、ヴェネツィア共和国解体
- 5月27日：フランソワ・ノエル・バブーフ、ダルテ処刑
- 6月14日：ボナパルト、ジェノヴァ共和国を解体し、リグーリア共和国を建国
- 7月9日：ボナパルト、チスパダーナ共和国とトランスパダーナ共和国などを合併し、チザルピーナ共和国建国
- 9月4日：フリュクティドール18日のクーデター[注 66]
- 9月30日：財務大臣ラメル、「三分の二破産」政策始める
- 10月17日 : カンポ・フォルミオの和約締結。オーストリアと講和
- 11月16日：プロイセン王フリードリヒ・ヴィルヘルム2世死去。フリードリヒ・ヴィルヘルム3世即位
- 12月16日：ラシュタット会議始まる

### 革命の終焉

#### 1798年
- 2月15日：ローマ共和国成立（教皇領消滅）
- 3月29日：フランス軍がベルンに進駐
- 4月9日〜18日：共和国6年の選挙（ジャコバン諸派躍進）
- 4月12日：スイスにヘルヴェティア共和国成立
- 5月11日 : フロレアール22日のクーデター
- 5月19日 : ボナパルト、東方遠征（エジプト遠征）に出発
- 6月11日：フランス軍、マルタ島占領（マルタ騎士団領消滅）
- 8月1日：ナイル海戦(アブキール海戦)
- 9月5日：ジュールダン法[37]制定（国民皆兵制・世界初の近代徴兵制度）
- 12月4日：ナポリに宣戦布告
- 12月24日 : 第二次対仏大同盟結成

#### 1799年
- 1月23日：シャンピオネ将軍、ナポリに侵攻し、パルテノペア共和国を建国
- 2月10日：ボナパルト、シリア遠征（〜5月17日）
- 3月12日：フランスがオーストリアへ再び宣戦布告。第二次対仏大同盟戦争
- 4月18日：共和国7年の選挙（ネオ・ジャコバン派躍進）
- 5月18日：シェイエスが総裁に選ばれる
- 6月18日 : プレリアール30日のクーデター
- 6月28日：強制公債割当法
- 7月5日：ジャコバン・クラブの再建
- 7月12日：人質法
- 7月19日：ロゼッタ・ストーンを発見
- 8月23日 : ボナパルト、軍を残してエジプトを脱出
- 8月27日：ヨーク公爵率いるイギリス・ロシア同盟軍、オランダに上陸（〜10月18日に撤退）
- 9月9日  : ボナパルト、フランスに帰国
- 9月25日〜30日：マッセナ将軍、第二次チューリッヒ会戦[38]に勝利
- 10月22日：ロシアのパーヴェル1世、対仏大同盟から脱退
- 11月9日 : ブリュメール18日のクーデター（総裁政府が倒れる）
- 11月10日：臨時統領政府（臨時執政政府）が成立
- 12月25日
  - 共和暦8年憲法（1798年憲法）制定
  - 統領政府（執政政府）成立
  - ナポレオン・ボナパルトが第一統領となる